# 미국 육군 항공부대의 목록
다음은 미국 육군 항공분과에 속하는 부대의 목록이다.

## 사령부

제66전구항공사령부
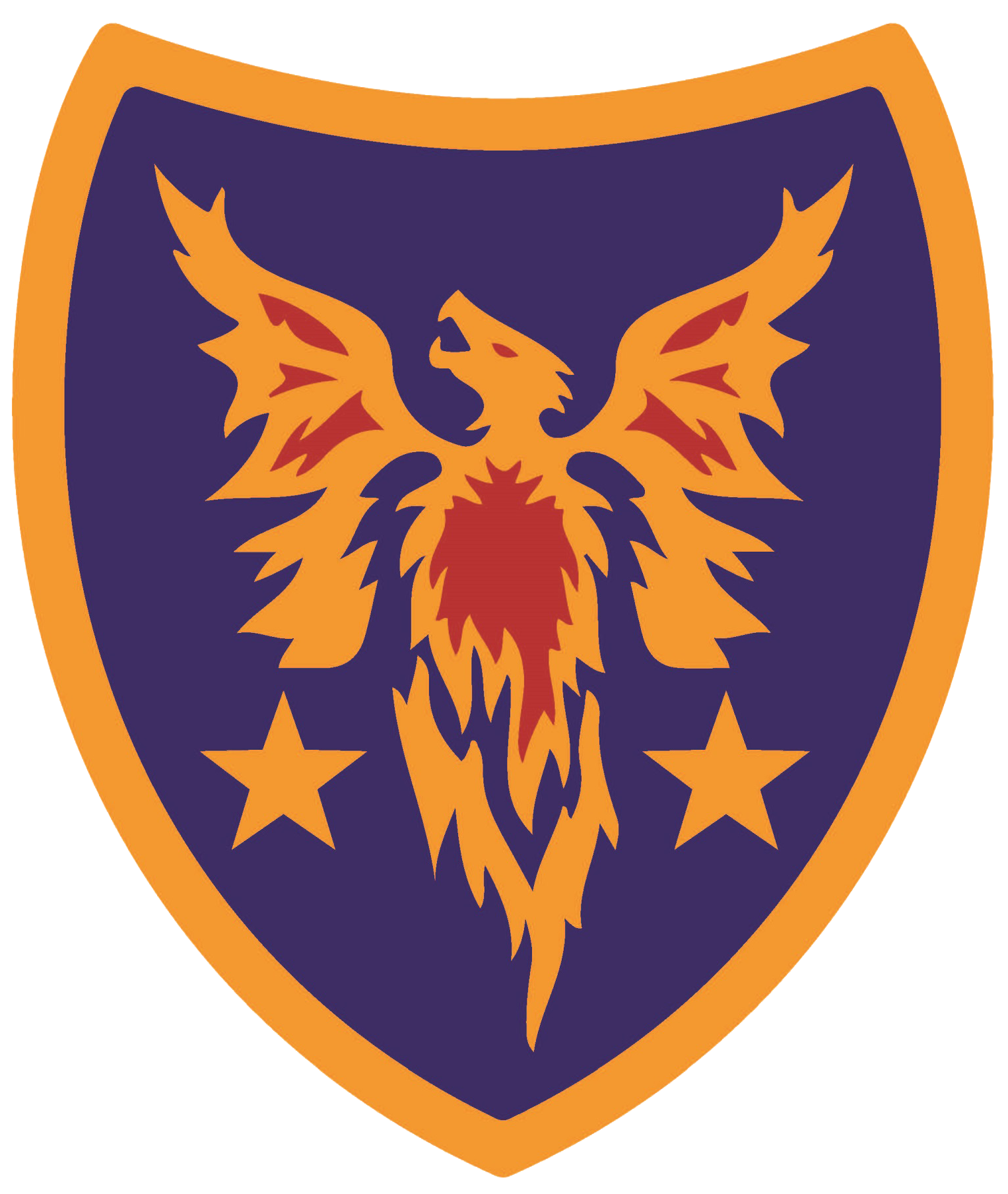
육군예비군항공사령부
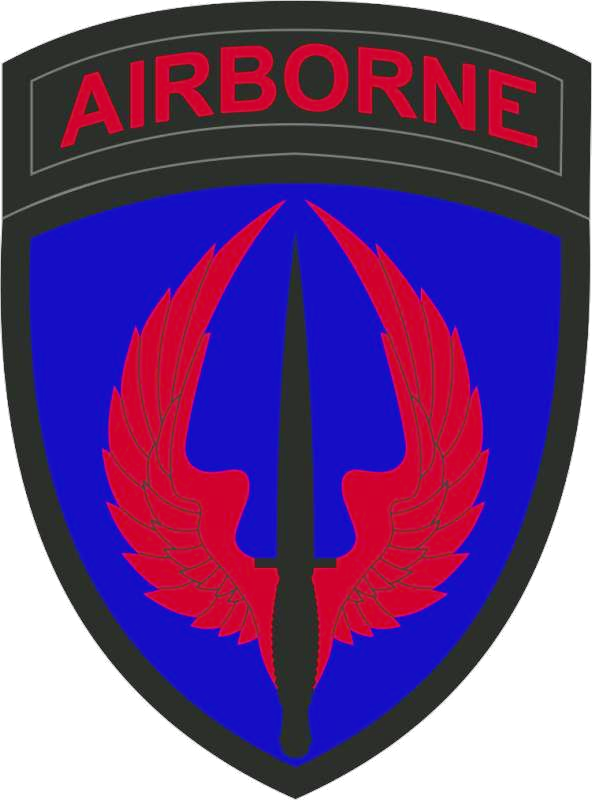
특수작전항공사령부
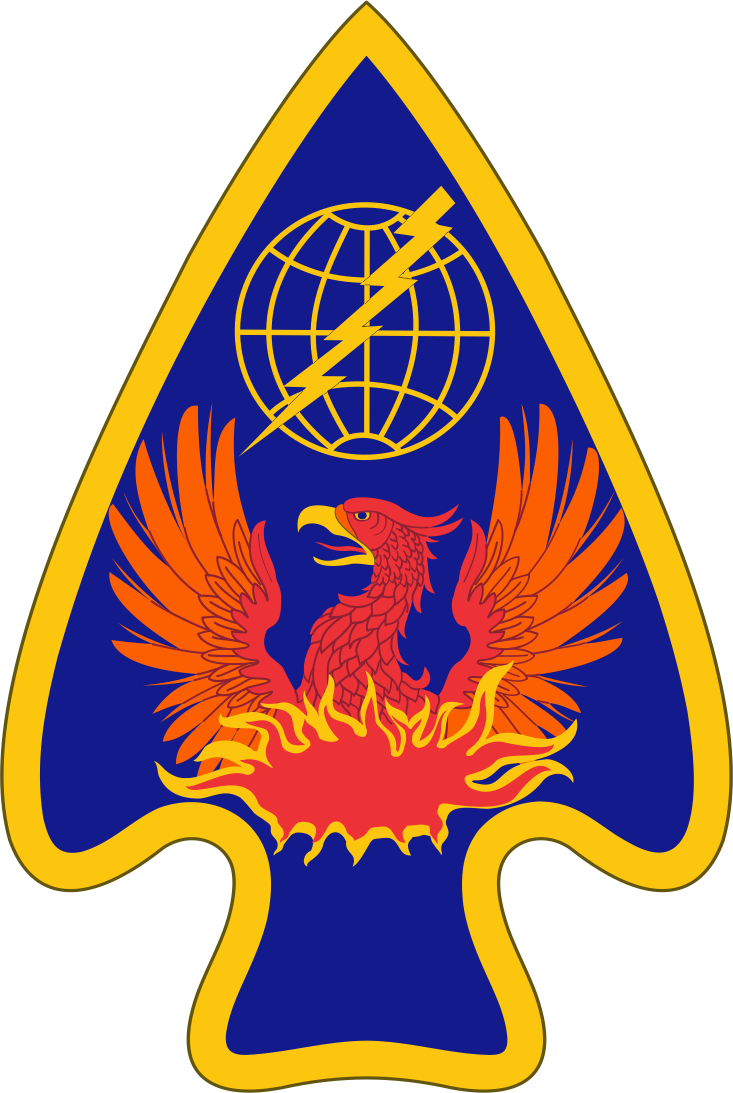
항공관제근무사령부

- 제66전구항공사령부
- 육군예비군항공사령부
- 특수작전항공사령부
- 항공관제근무사령부

## 여단

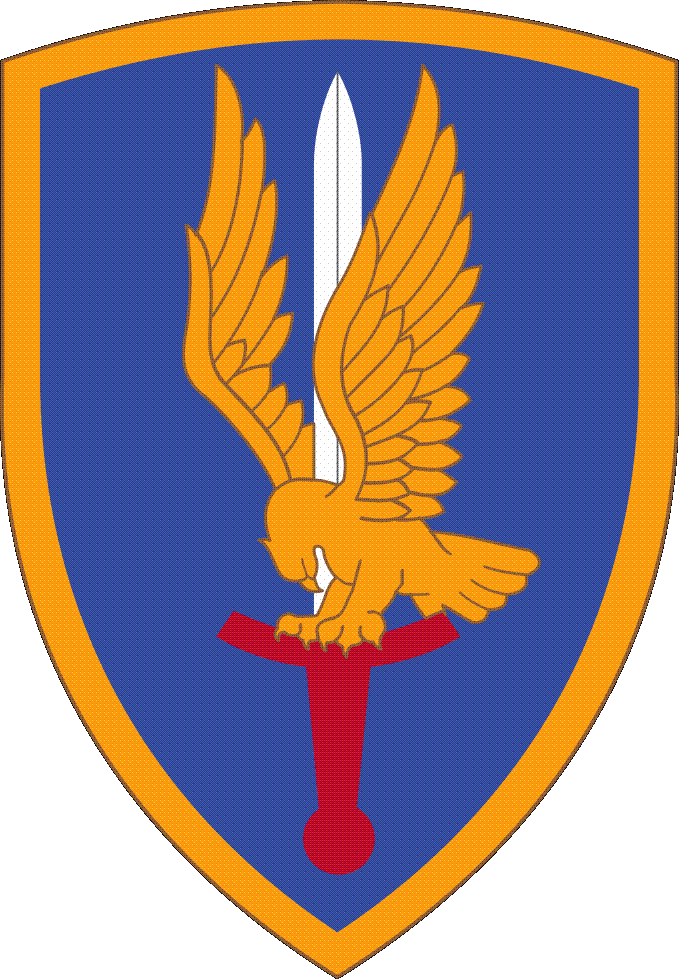
제1항공여단
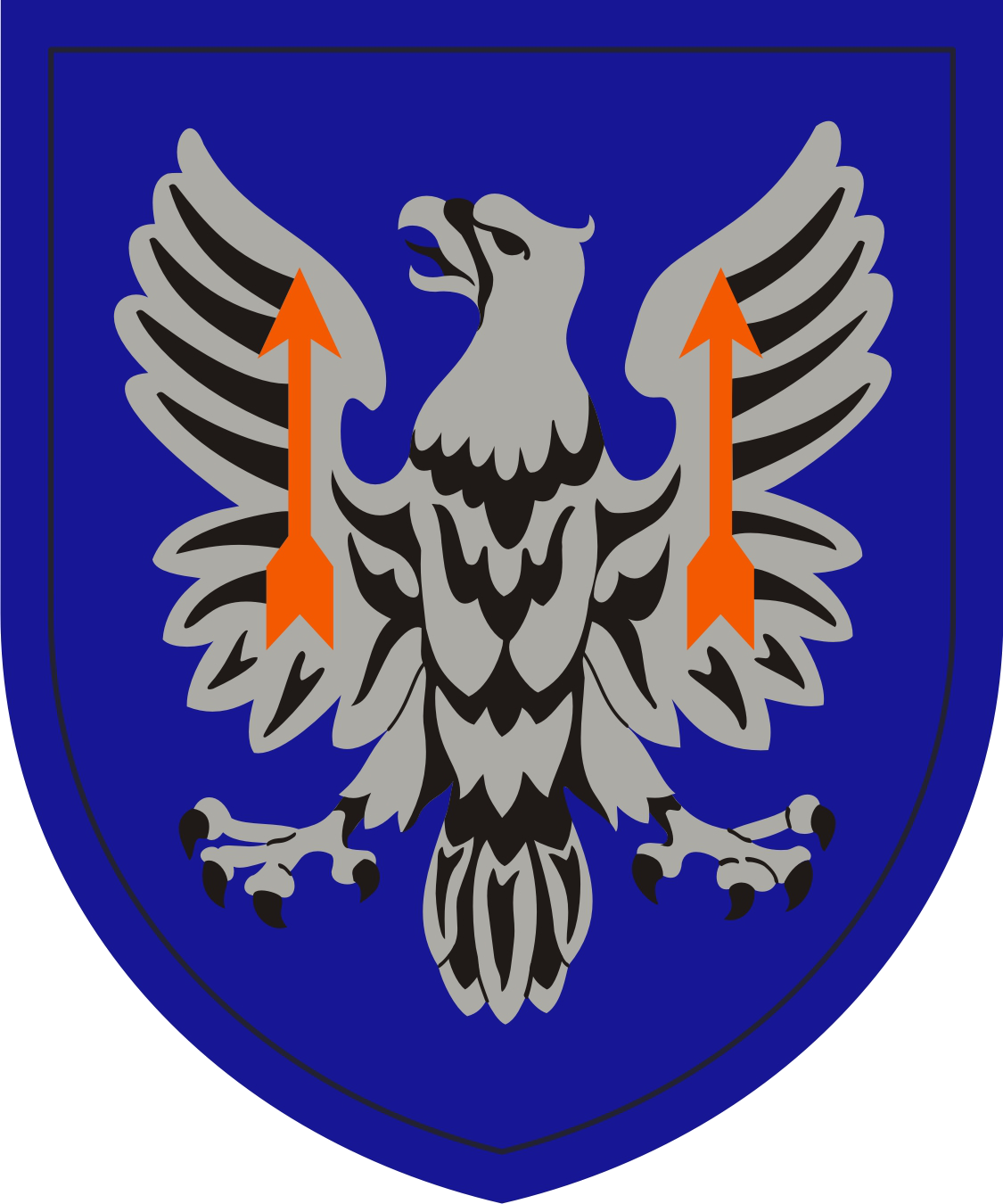
제11원정전투항공여단
제12전투항공여단
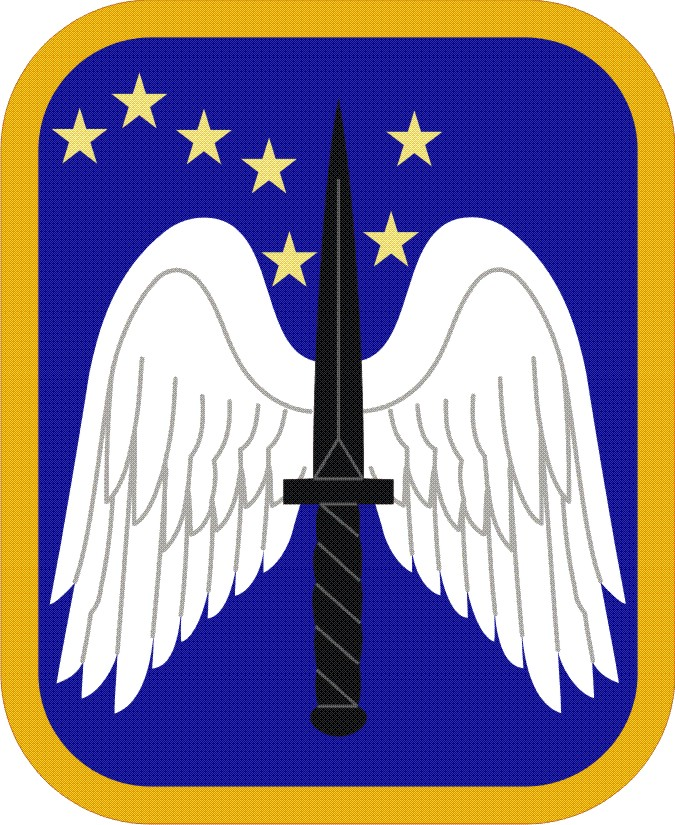
제16전투항공여단
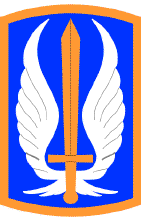
제17항공여단
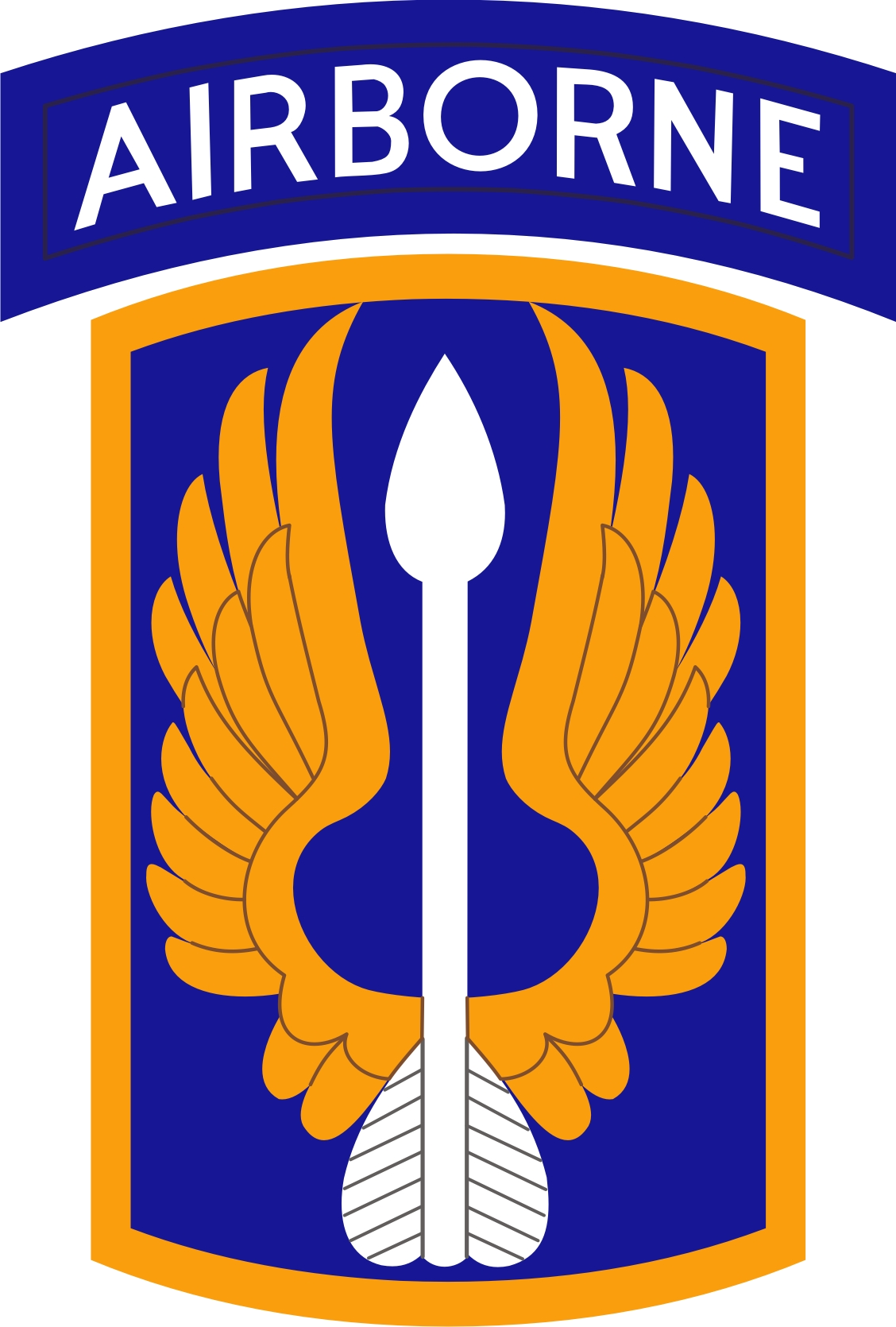
제18항공여단
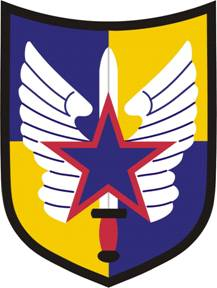
제20항공여단
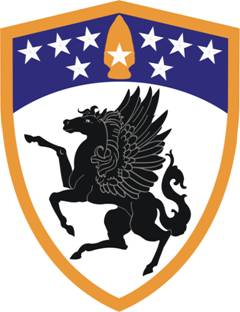
제63항공여단
제77항공여단
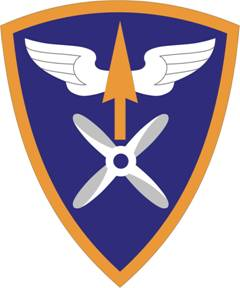
제110항공여단
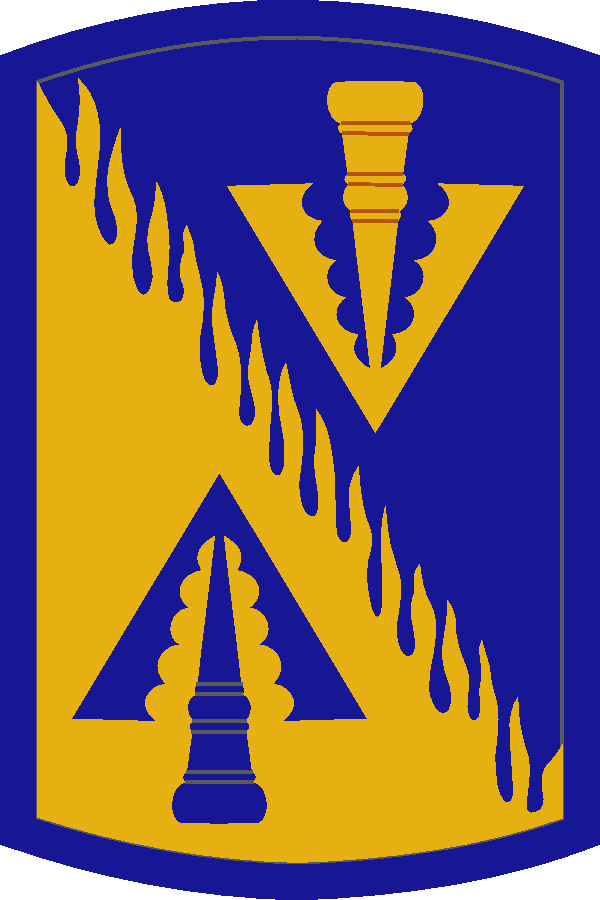
제128항공여단
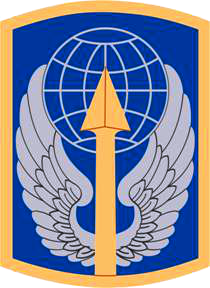
제166항공여단
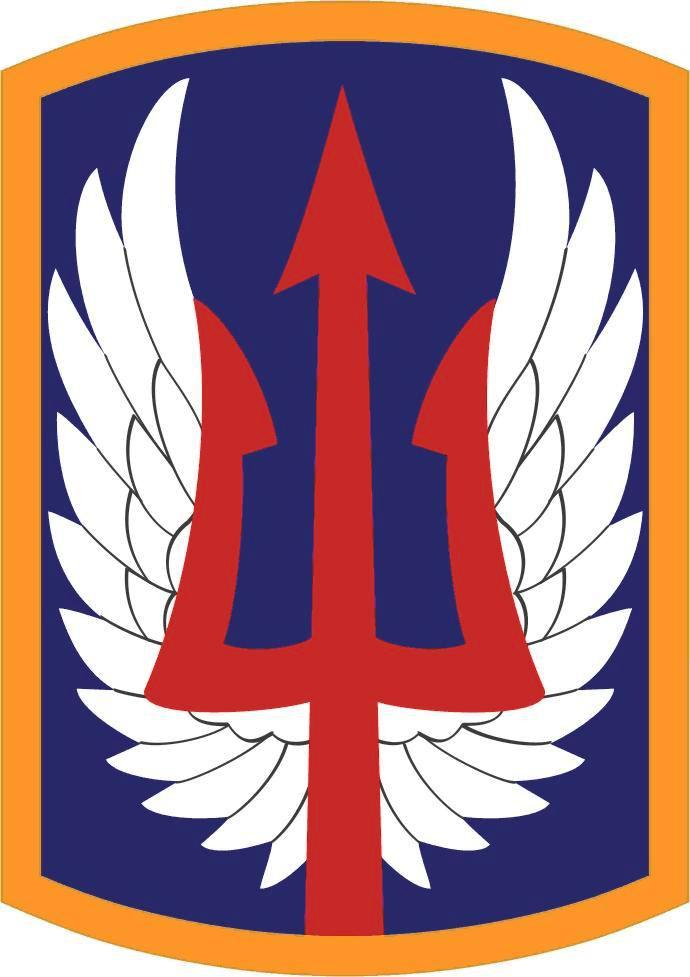
제185항공여단
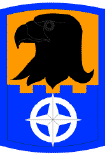
제244원정전투항공여단
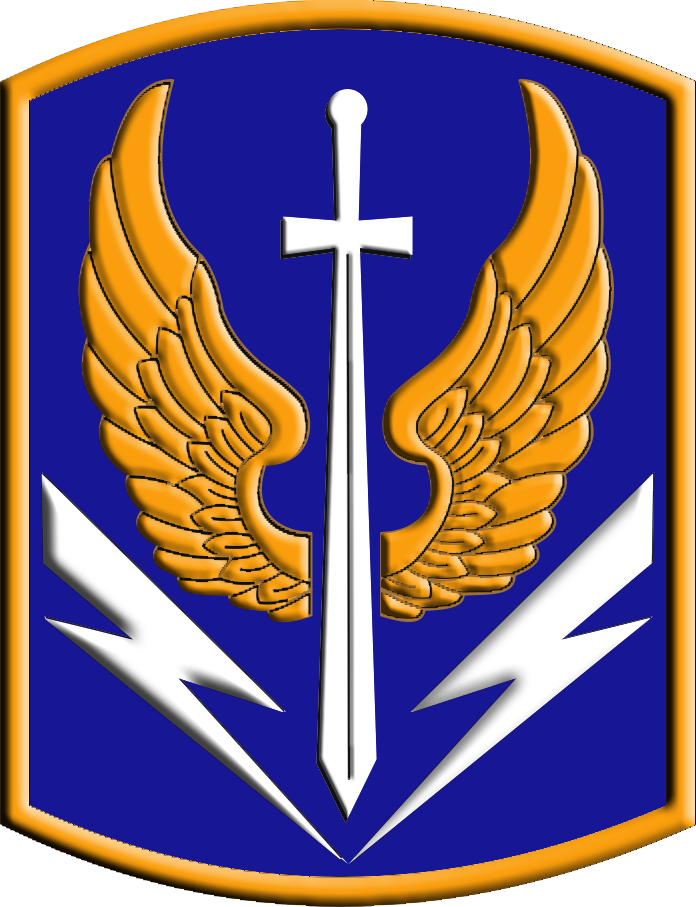
제449항공여단

### 사단 전투항공여단

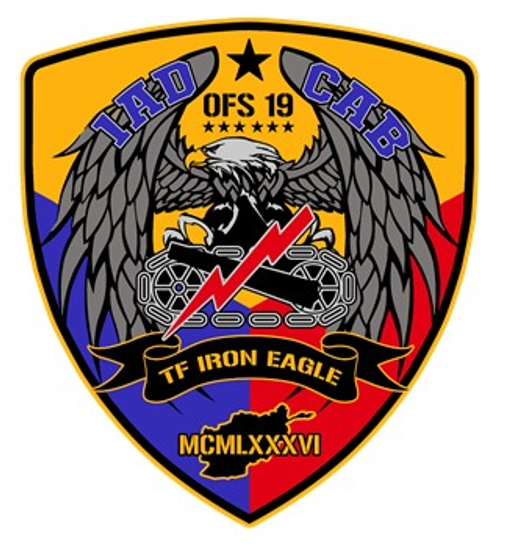
제1기갑사단 전투항공여단
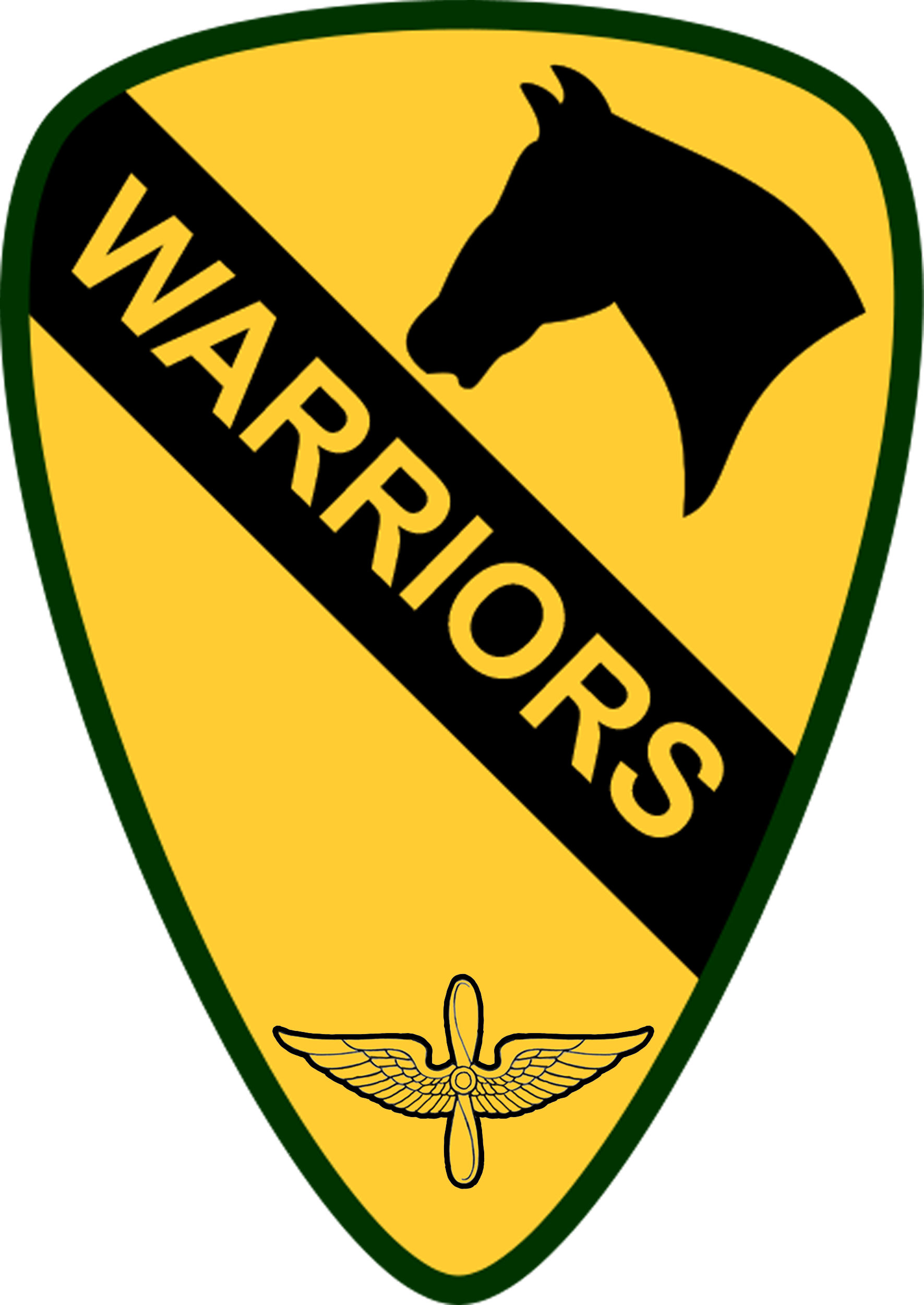
제1기병사단 전투항공여단
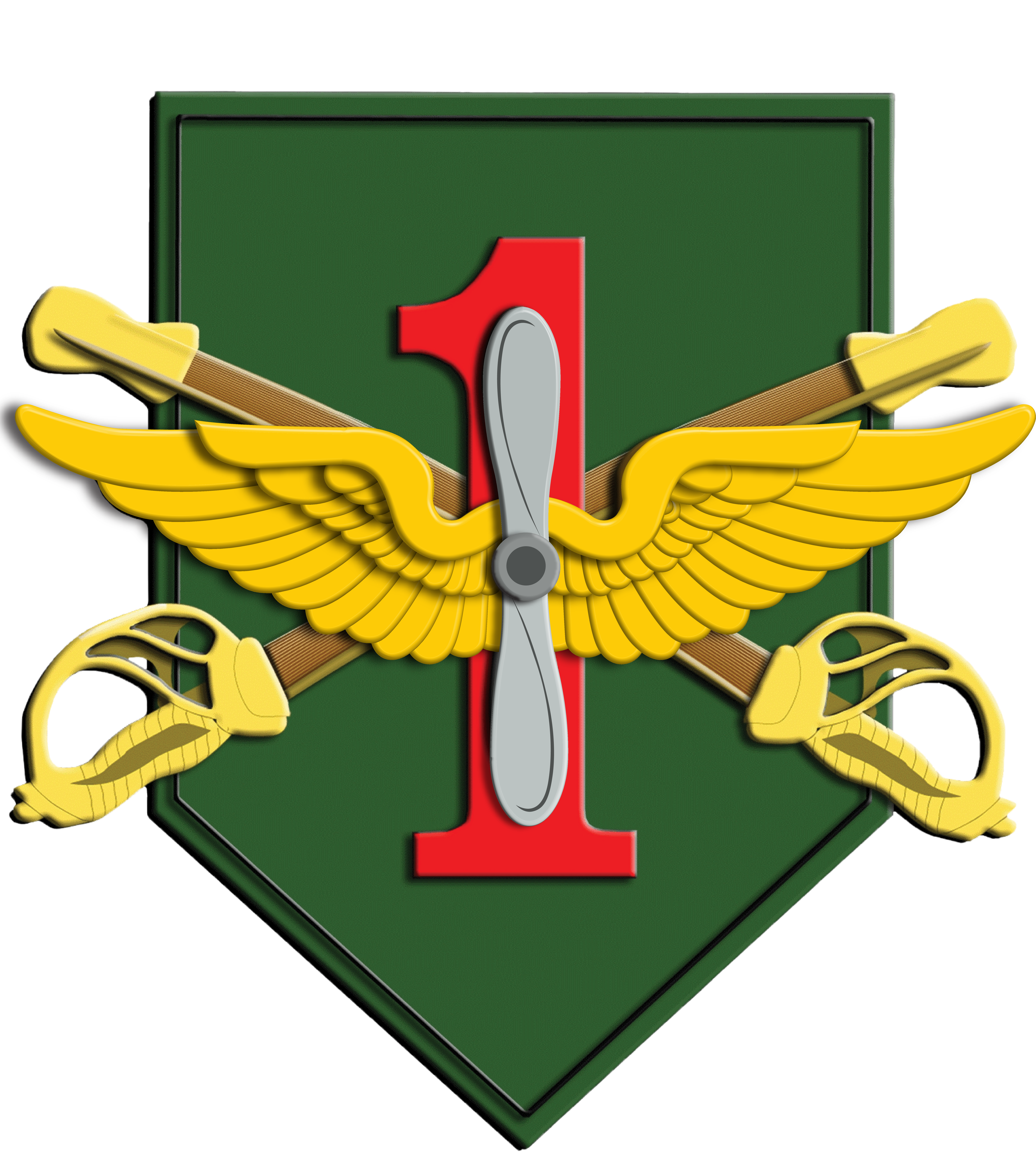
제1보병사단 전투항공여단
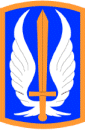
제2전투항공여단
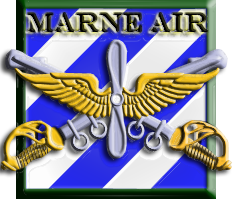
제3전투항공여단
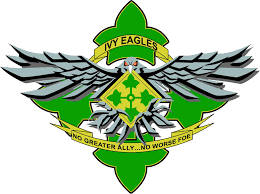
제4보병사단 전투항공여단
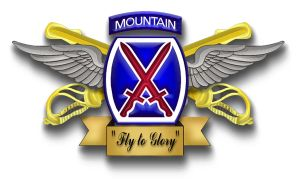
제10전투항공여단
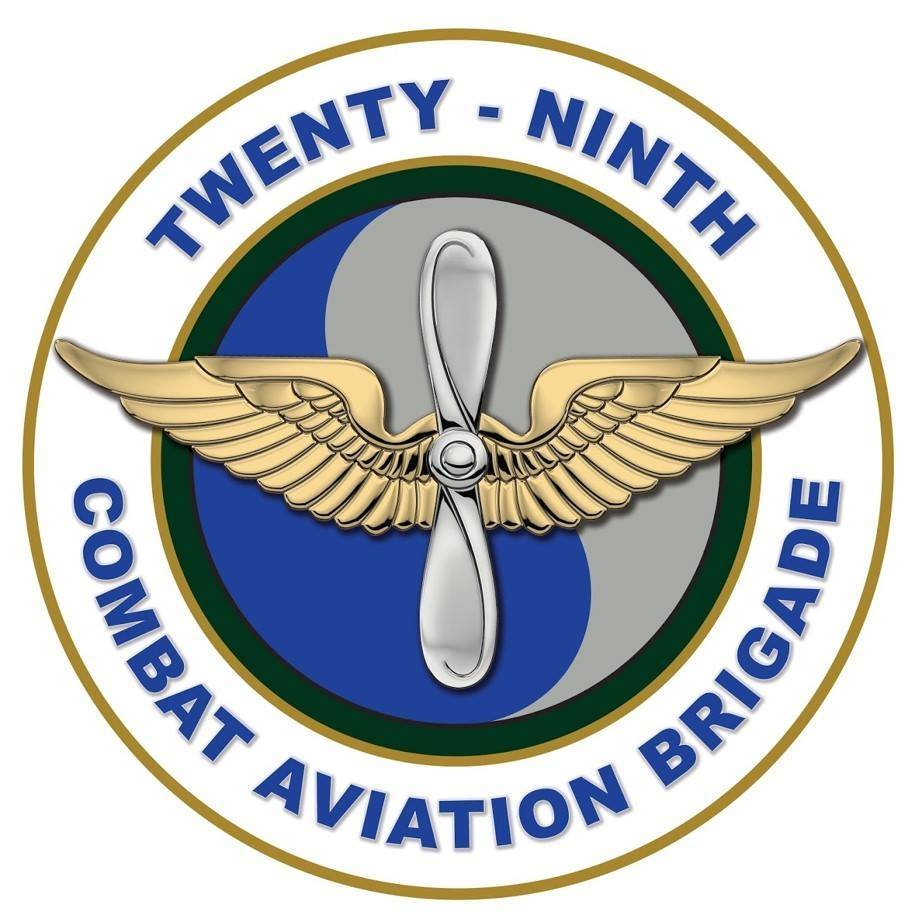
제29보병사단 전투항공여단
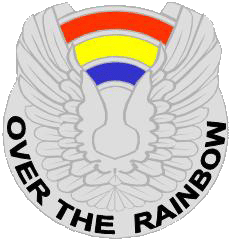
제42보병사단 전투항공여단
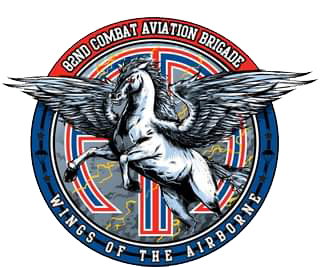
제82공수사단 전투항공여단
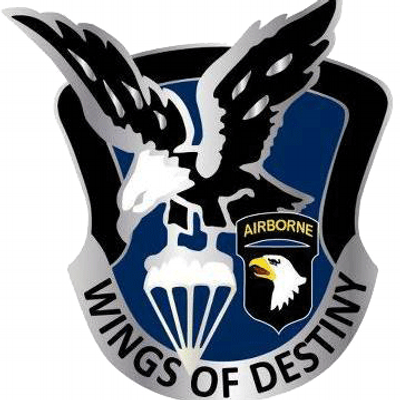
제101공수사단 전투항공여단

- 제1기갑사단 전투항공여단
- 제1항공기병여단
- 제1전투항공여단
- 제2전투항공여단
- 제3전투항공여단
- 제4전투항공여단
- 제10전투항공여단
- 제25전투항공여단
- 제34전투항공여단
- 제35전투항공여단
- 제42전투항공여단
- 제101전투항공여단
- 제159전투항공여단

## 단

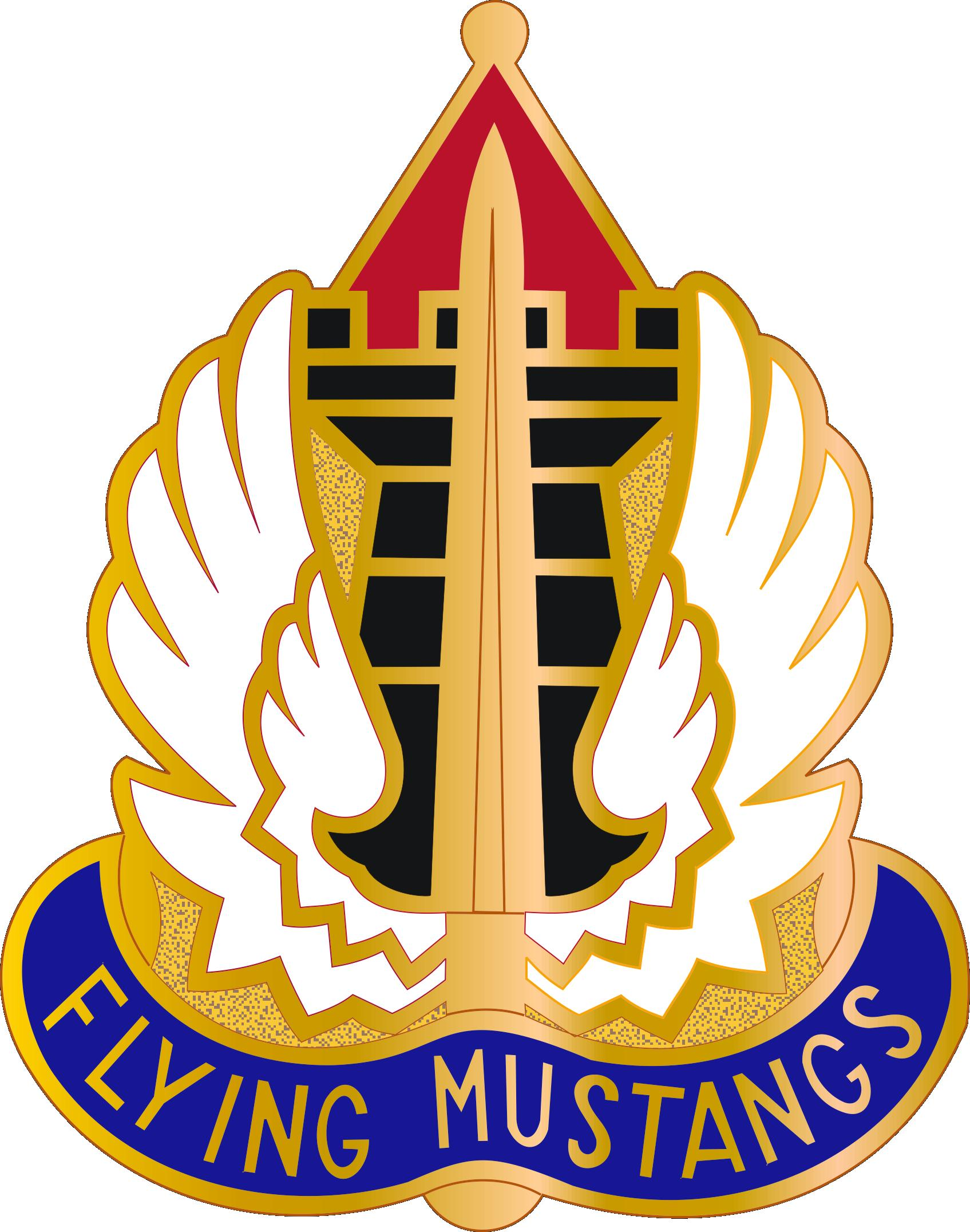
제150항공단 "Flying Mustangs"
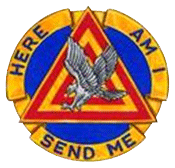
제164항공단 "Here am I Send me"

- 제15항공단
- 제28항공단
- 제31항공단
- 제33항공단
- 제51항공단
- 제63항공단
- 제76항공단
- 제146항공단
- 제164항공단[2]
- 제165항공단
- 제168항공단
- 제204항공단[3]
- 제211항공단
- 제385항공단
- 제419항공단
- 제540항공단
- 제635항공단
- 제1106항공단
- 제1108항공단[4]
- 제1109항공단[5]

## 연대

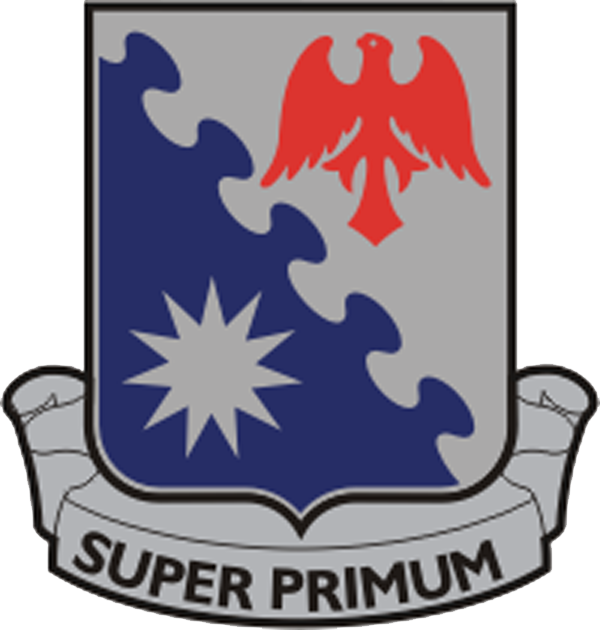
제1항공연대 "Super Primum" (Above the first)
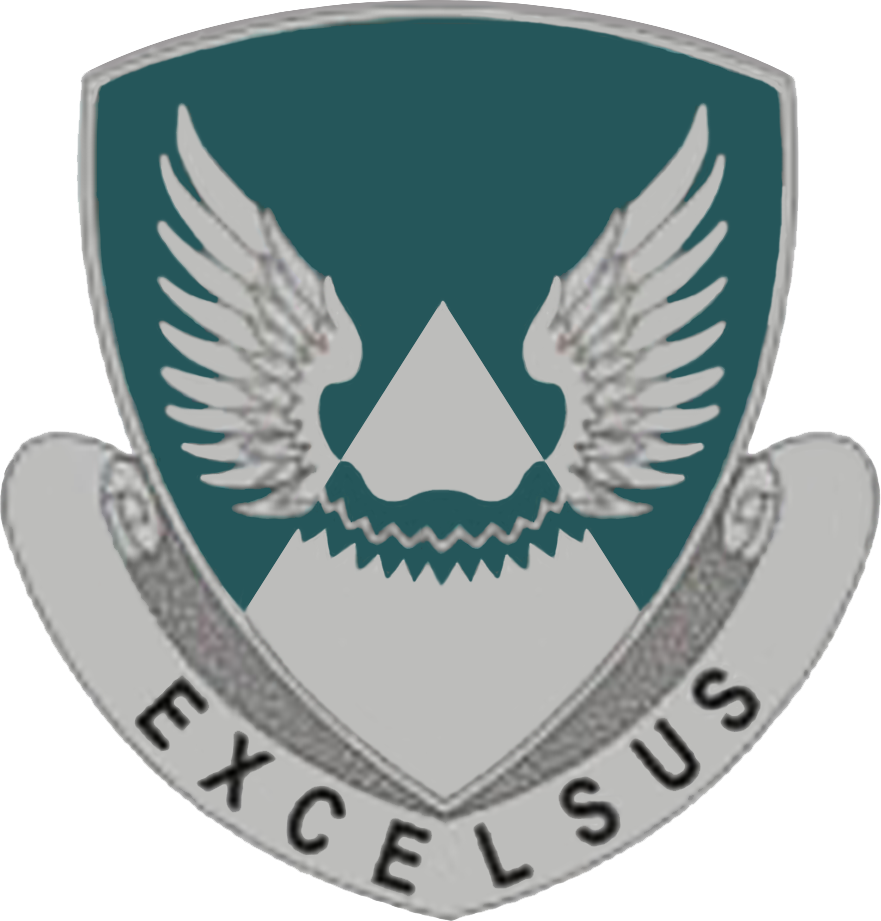
제2항공연대 "Excelsus" (Lofty)
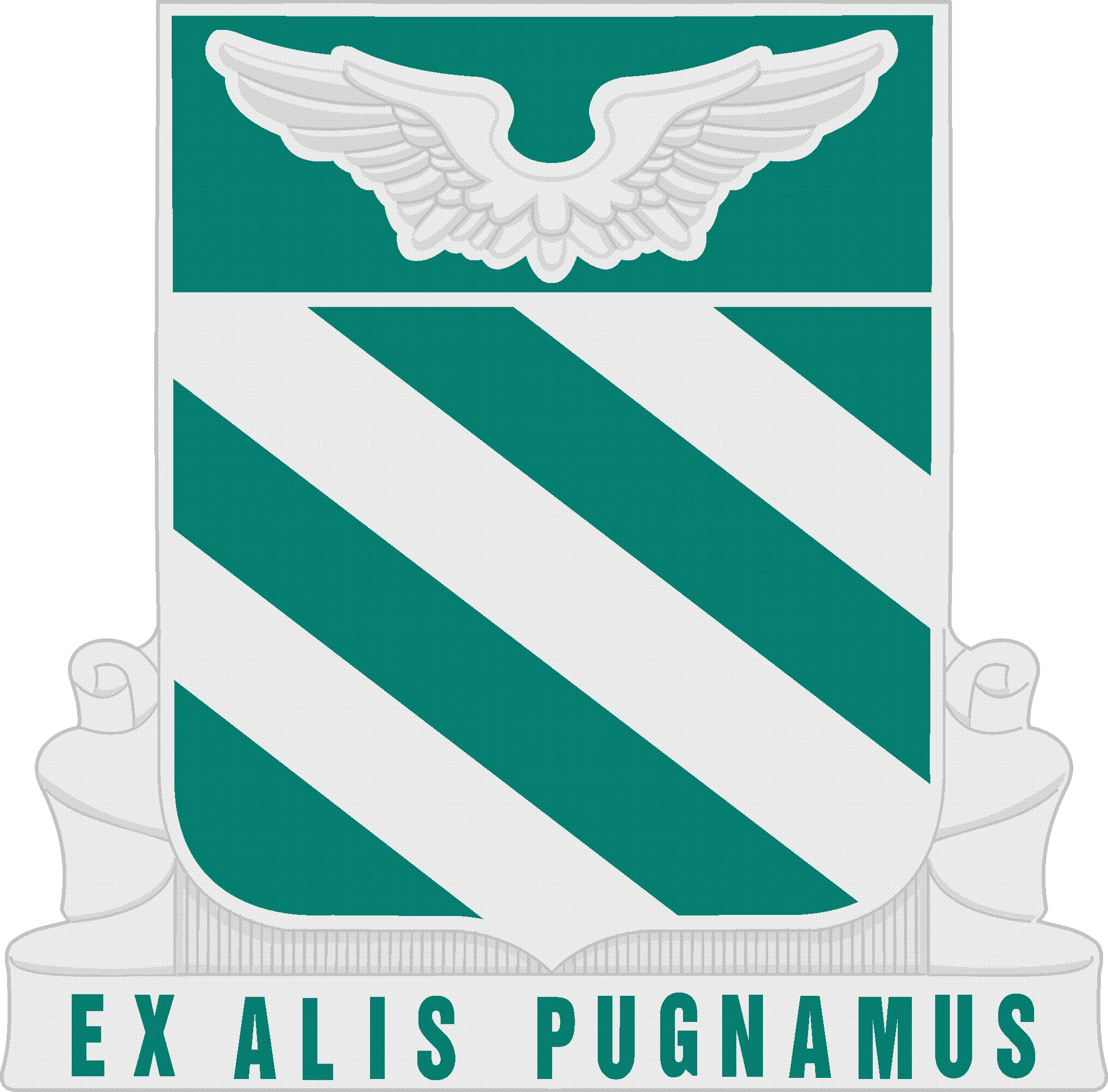
제3항공연대 "Ex Alis Pugnamus" (We Fight on Wings)
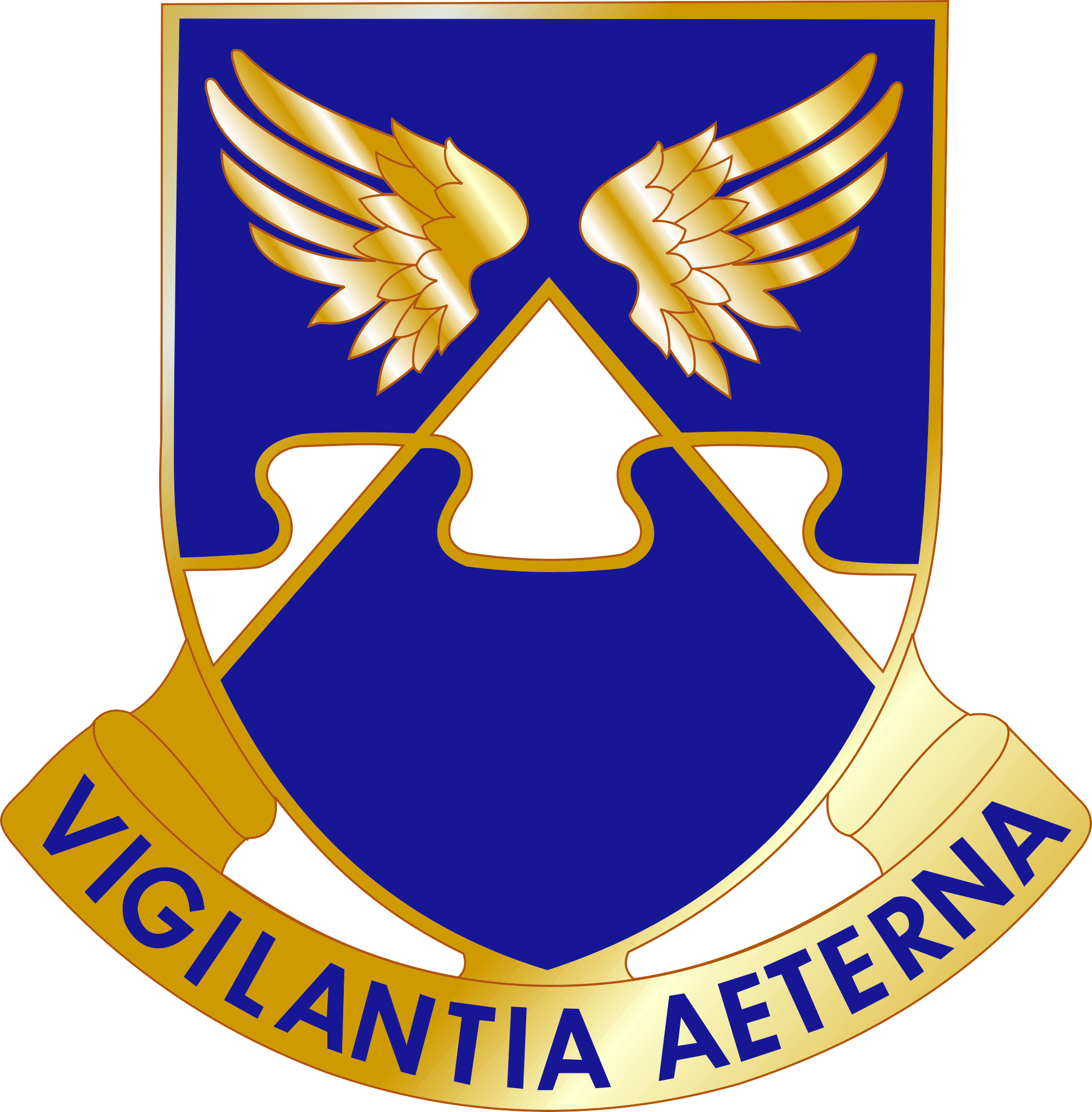
제4항공연대 "Vigilantia Aeterna" (Eternal Vigilance)
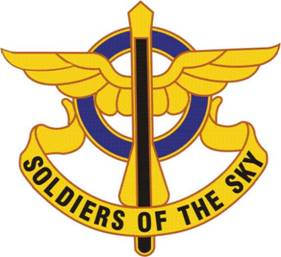
제10항공연대 "Soldiers Of The Sky"
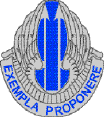
제11항공연대 "Exempla Proponere" (Be An Example)
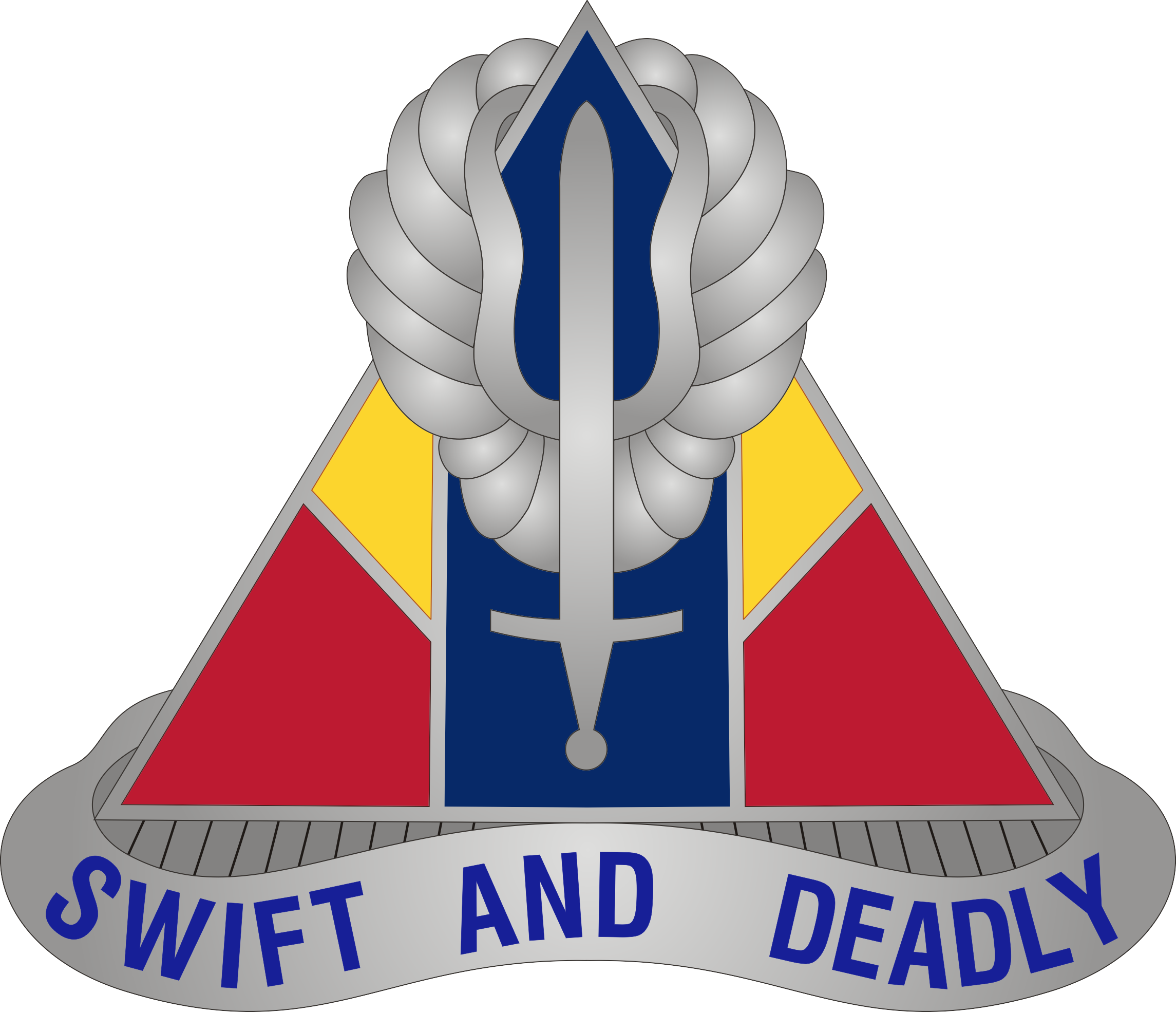
제13항공연대 "Swift and Deadly"
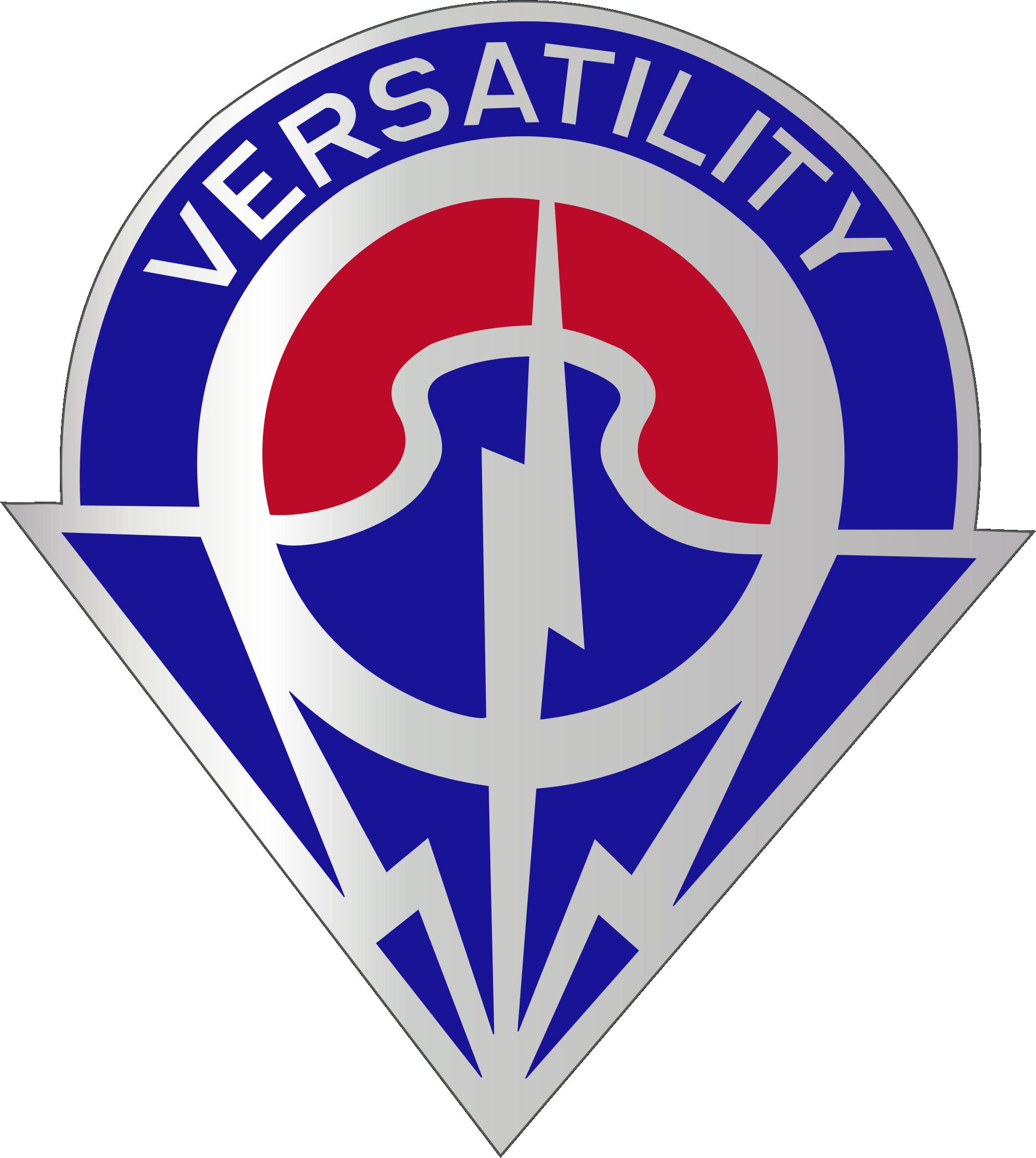
제14항공연대 "Versatility"
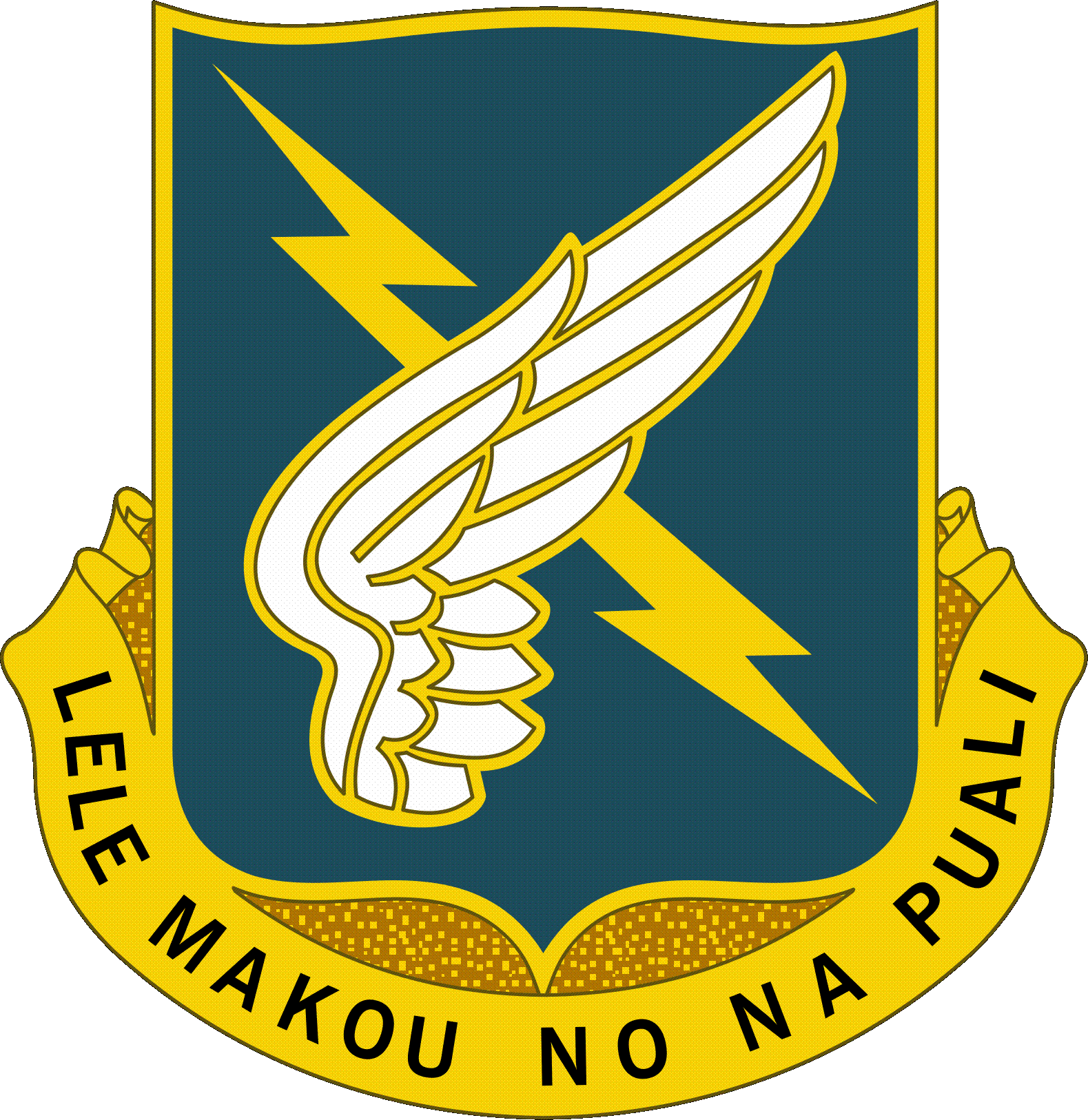
제25항공연대 "Lele Makou No Na Puali" (We Fly For The Troops)
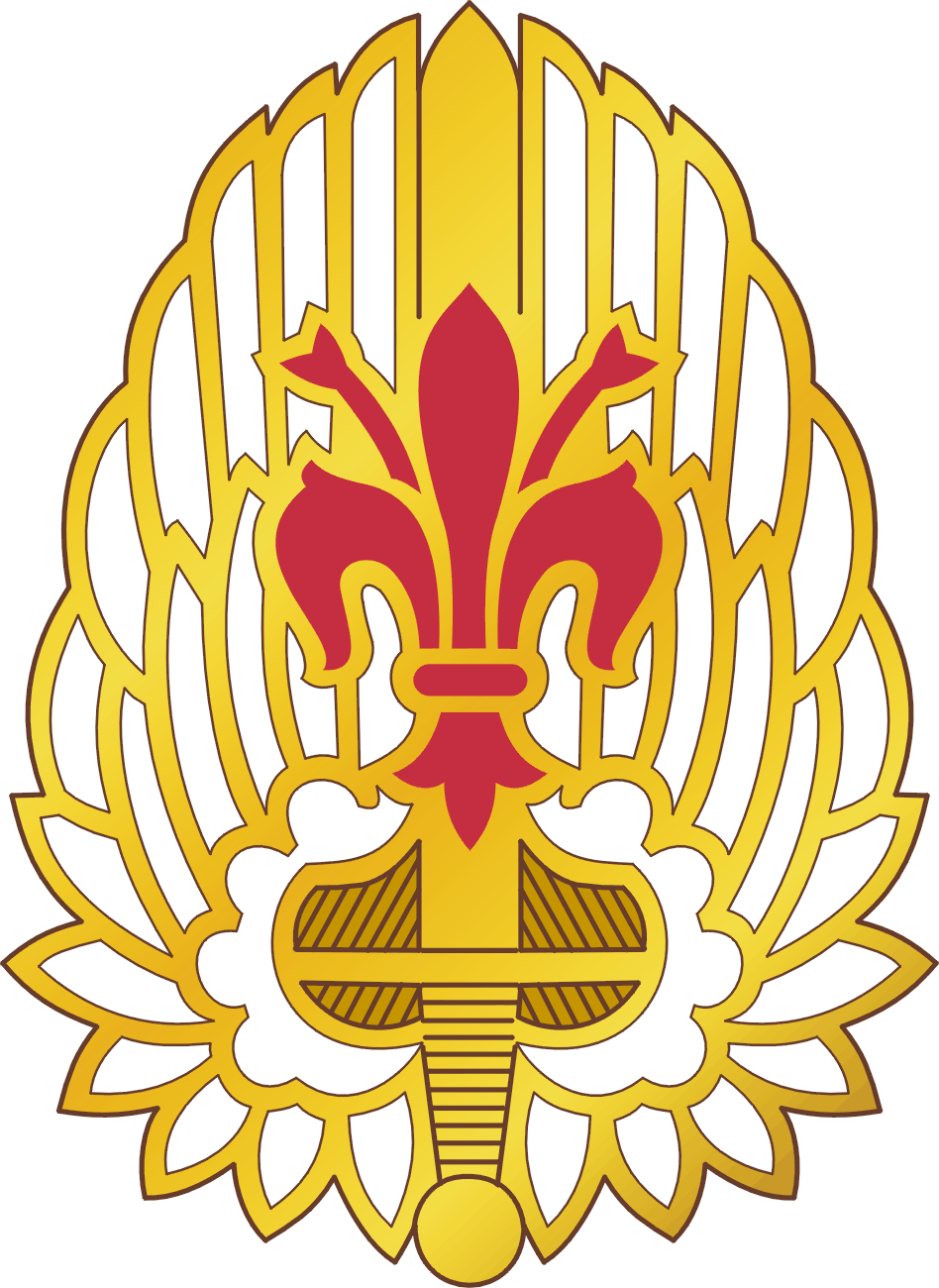
제52항공연대
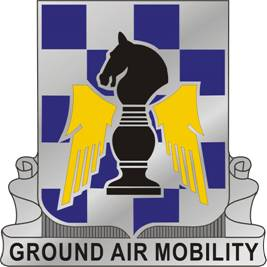
제82항공연대 "GrouAir Mobility"
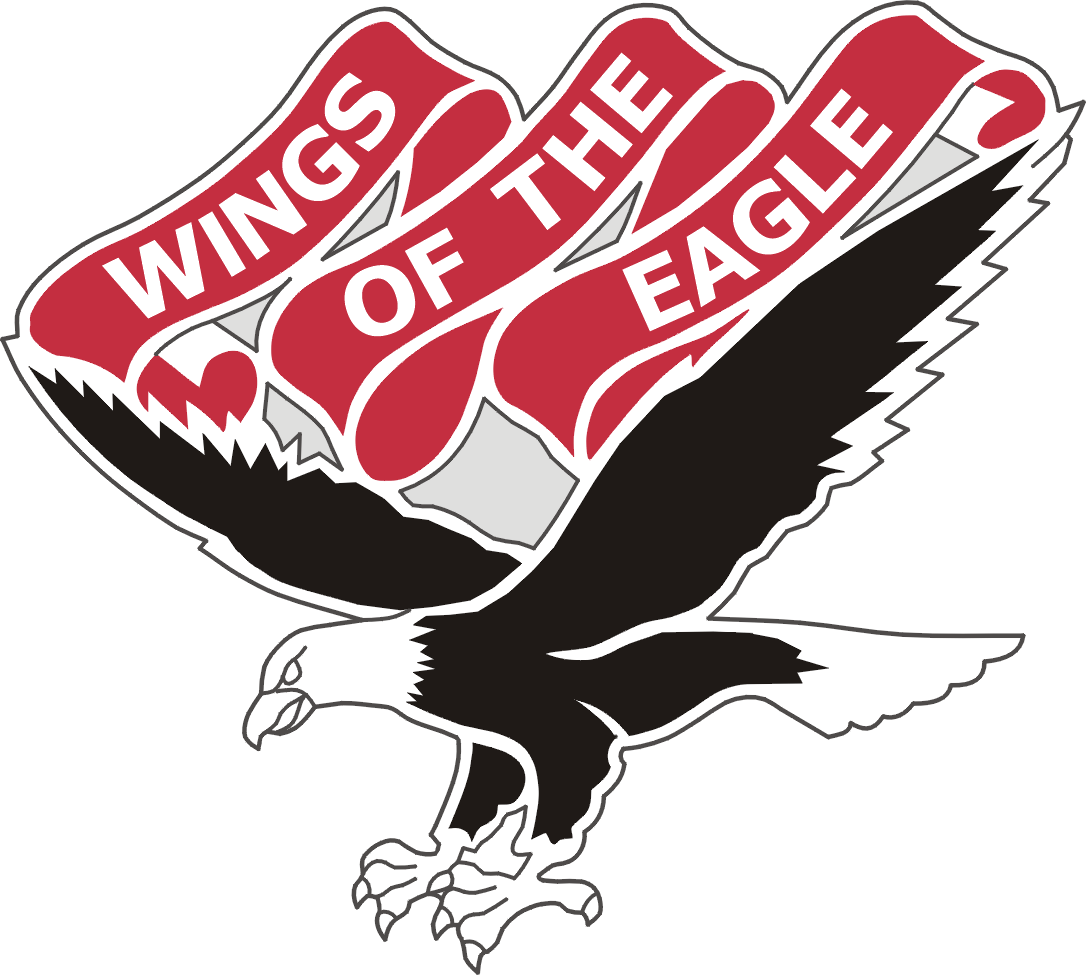
제101항공연대 "Wings of the Eagle"
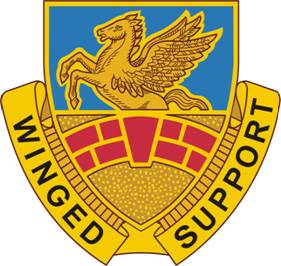
제104항공연대 "Winged Support"
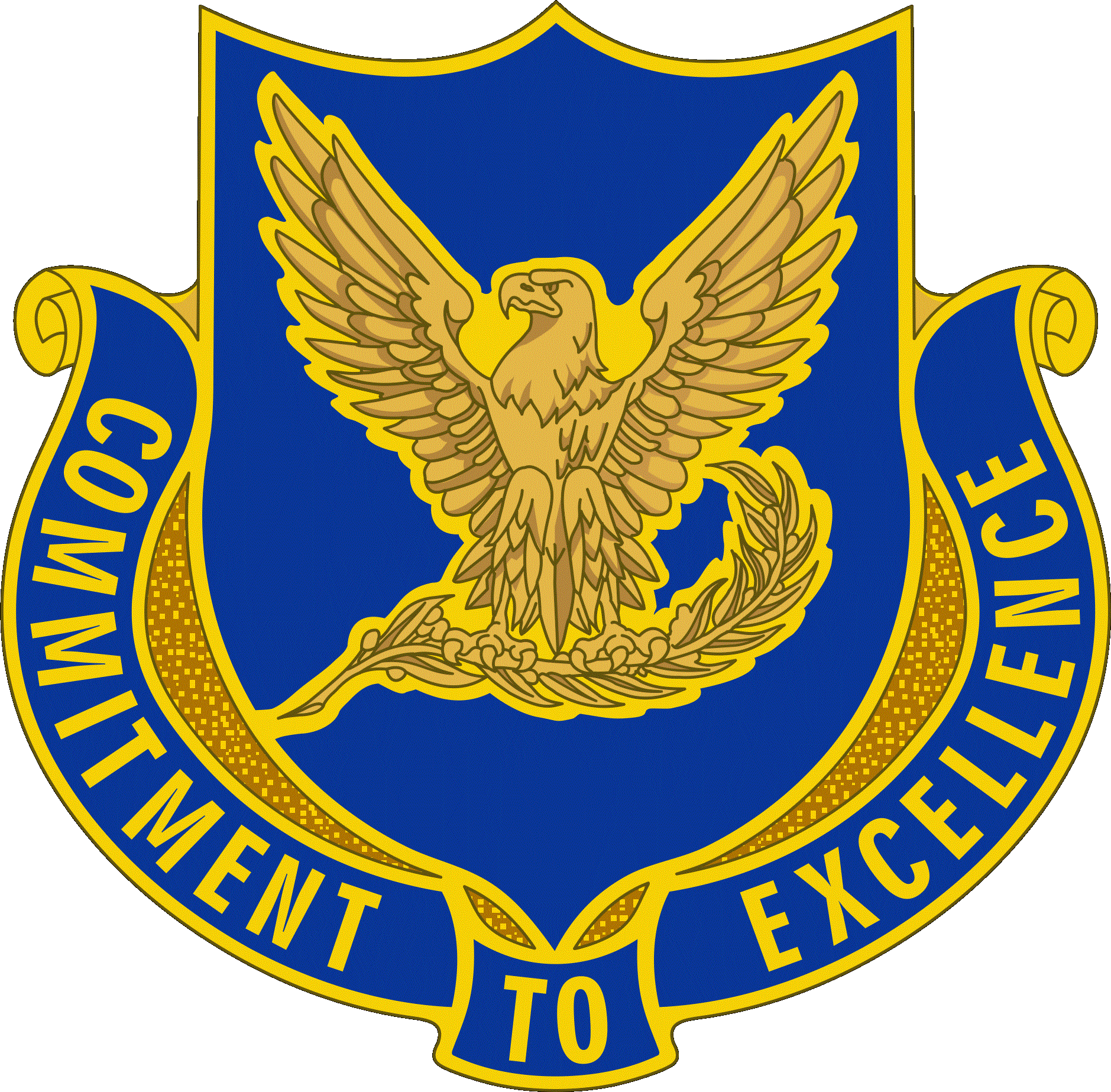
제106항공연대 "Commitment to Excellence"
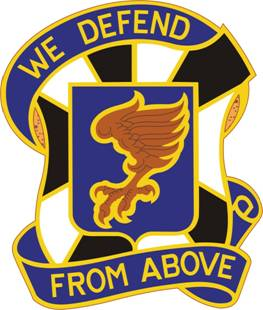
제108항공연대 "We Defefrom Above"
제111항공연대 "Air Warrior Air Attack"
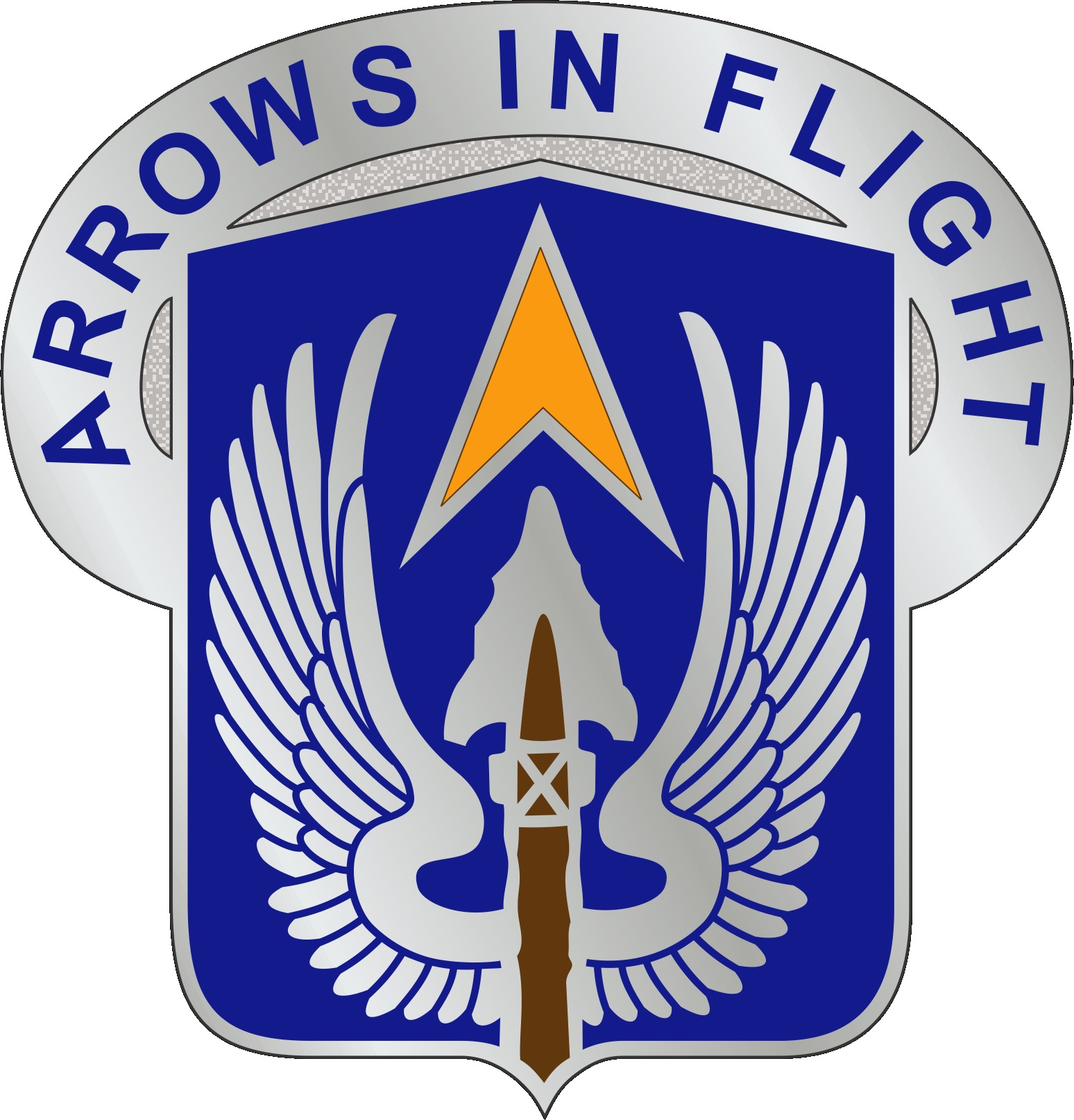
제112항공연대 "Arrows In Flight"
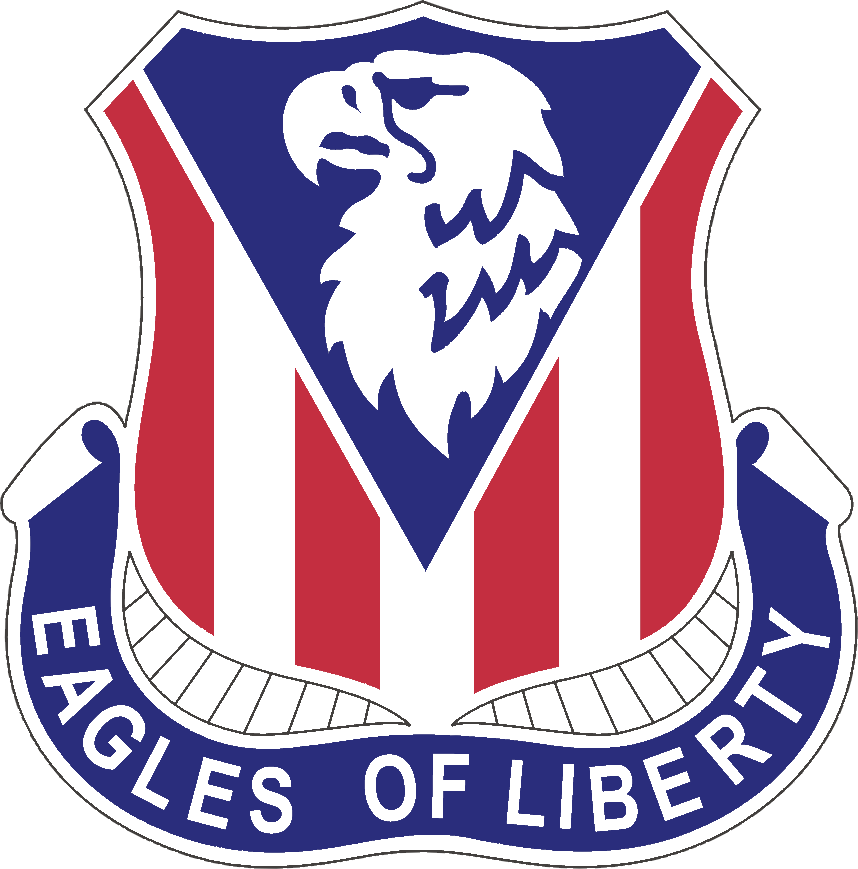
제114항공연대 "Eagles of Liberty"
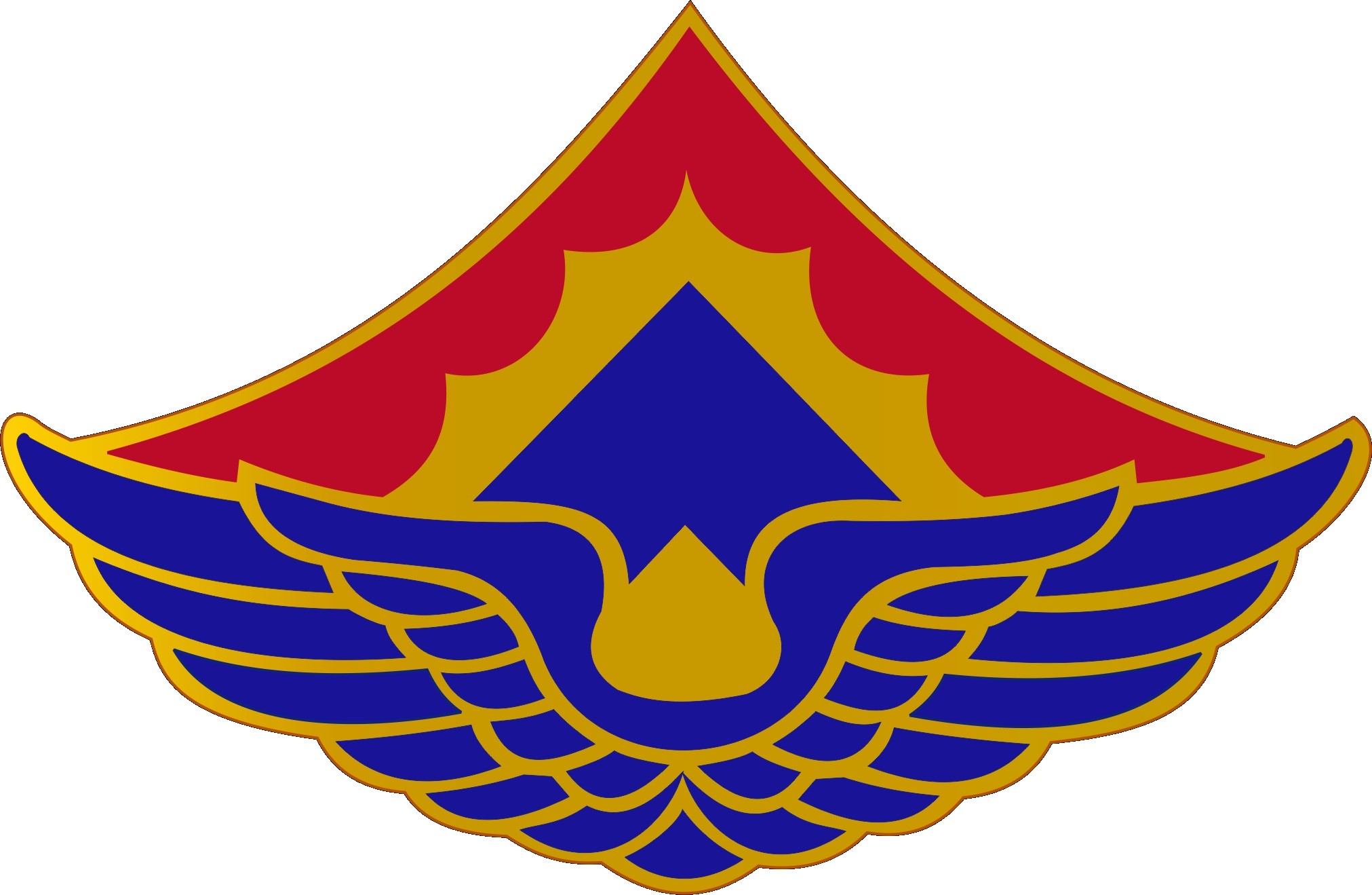
제123항공연대
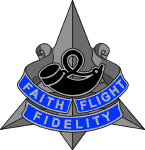
제126항공연대 "FaiFlight Fidelity"
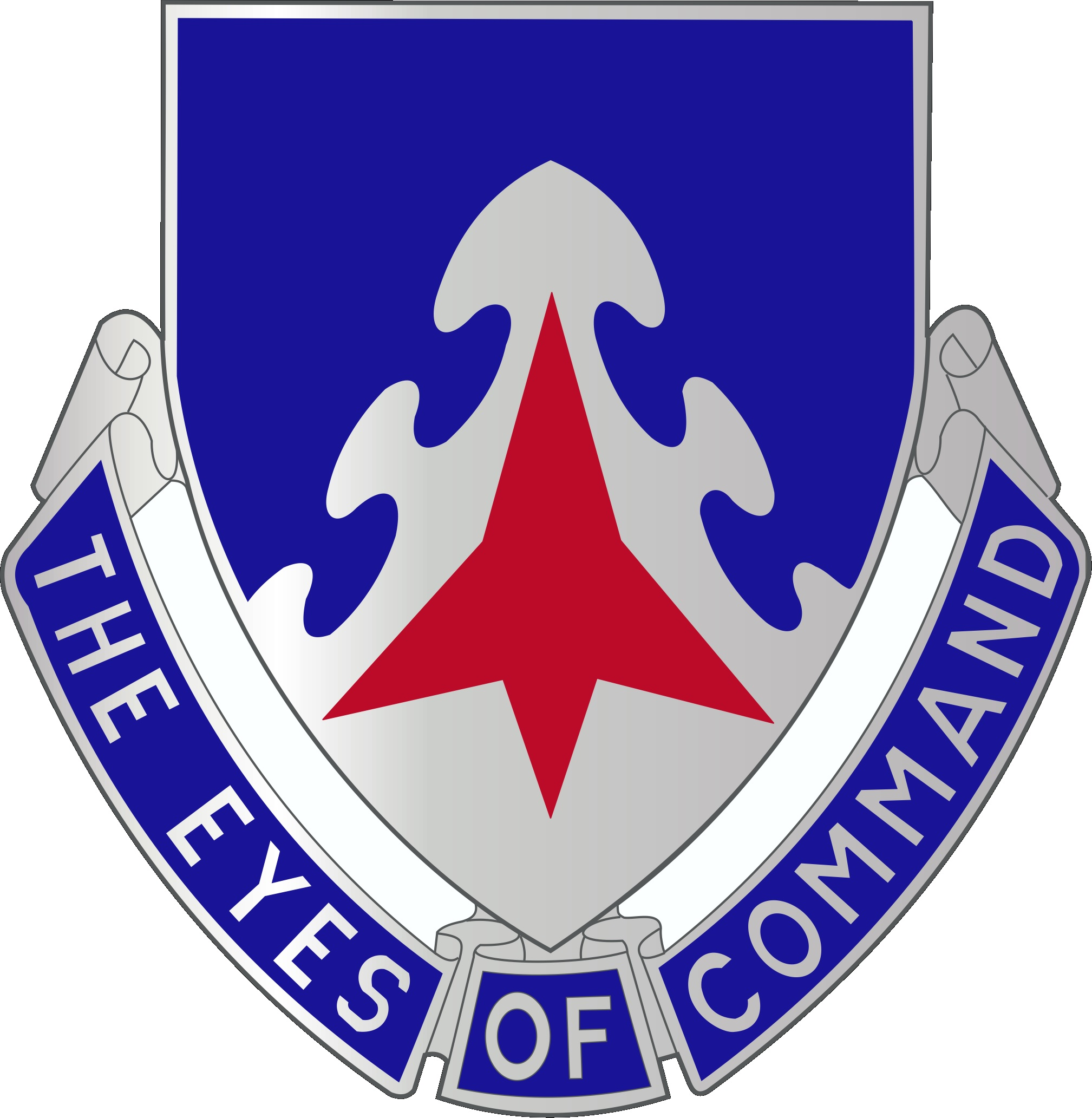
제130항공연대 "The Eyes of Command"
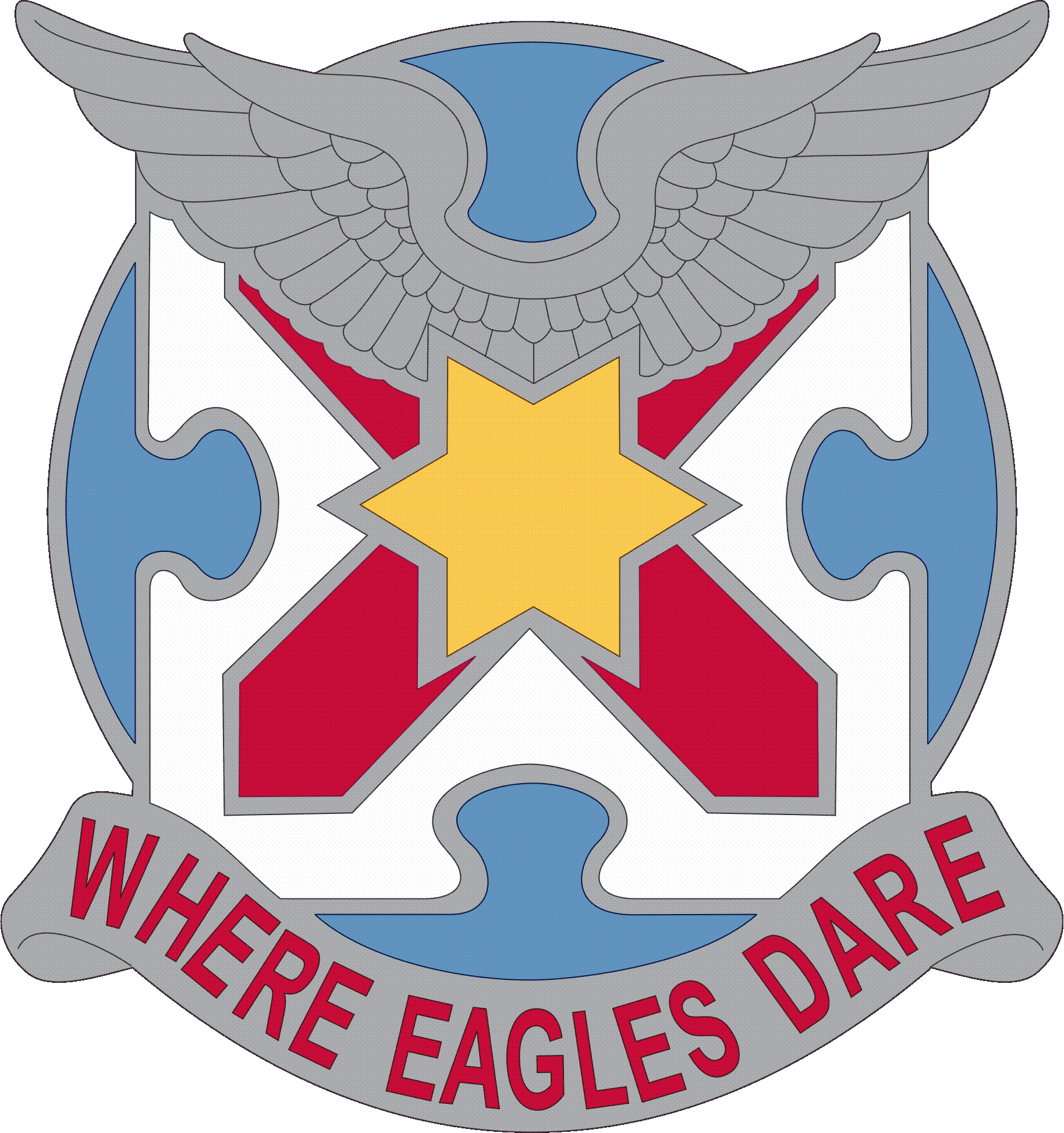
제131항공연대 "Where Eagles Dare"
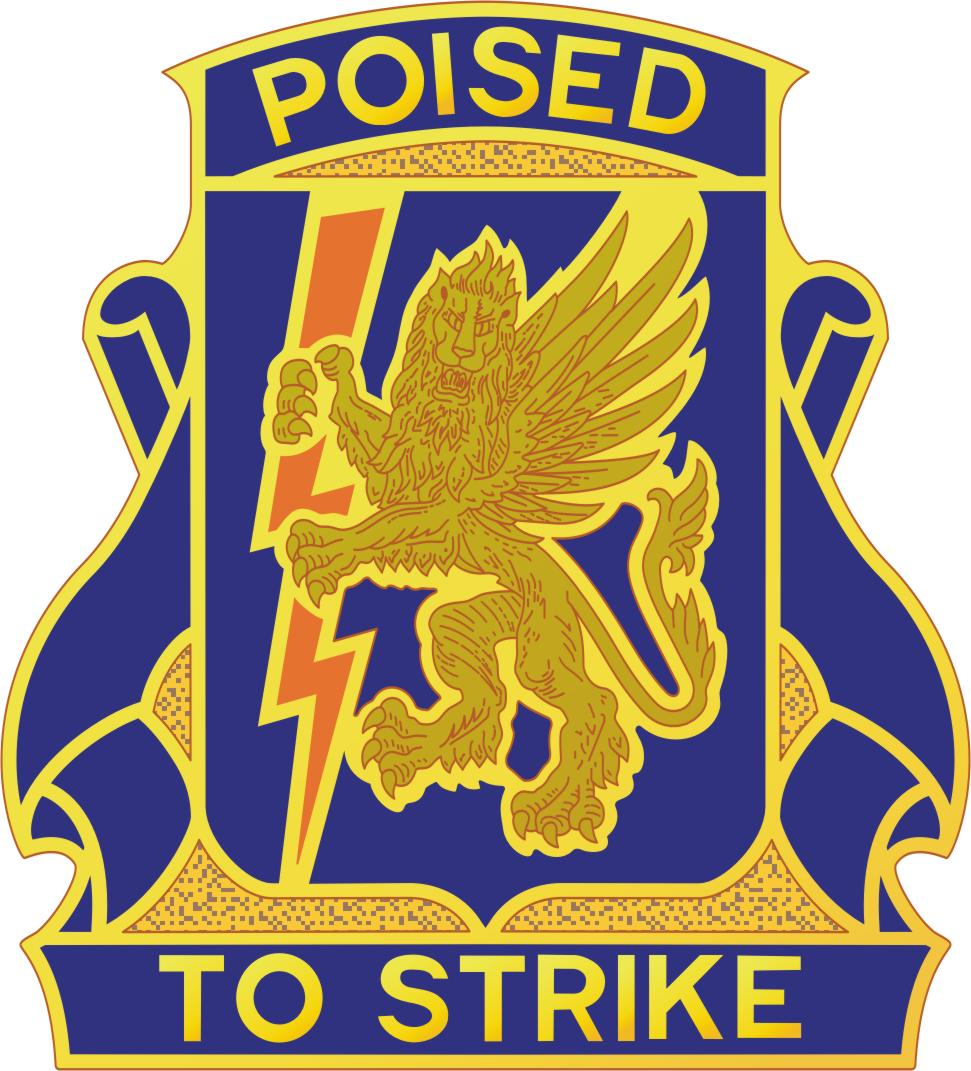
제135항공연대 "Poised to Strike"
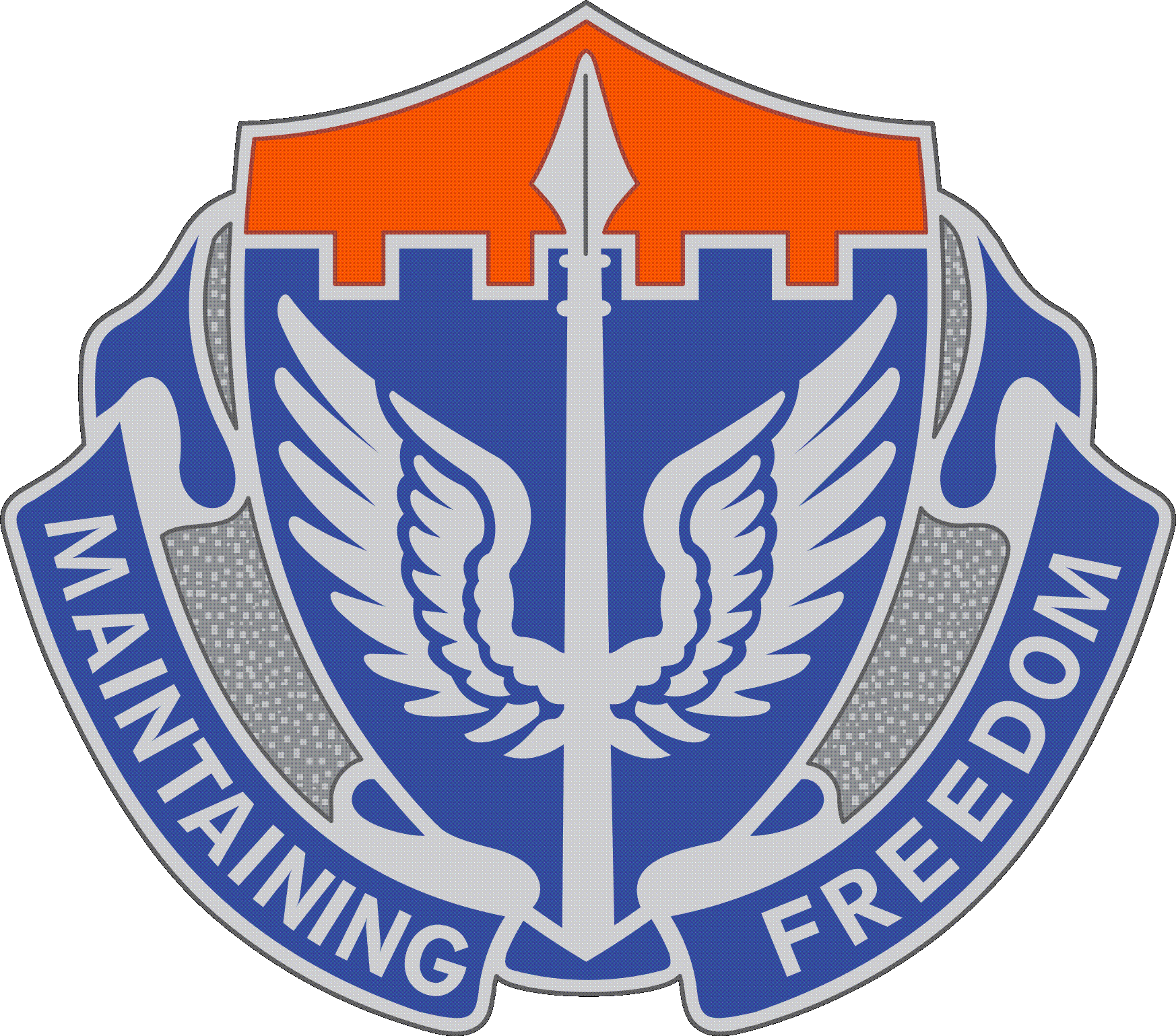
제137항공연대 "Maintaining Freedom"
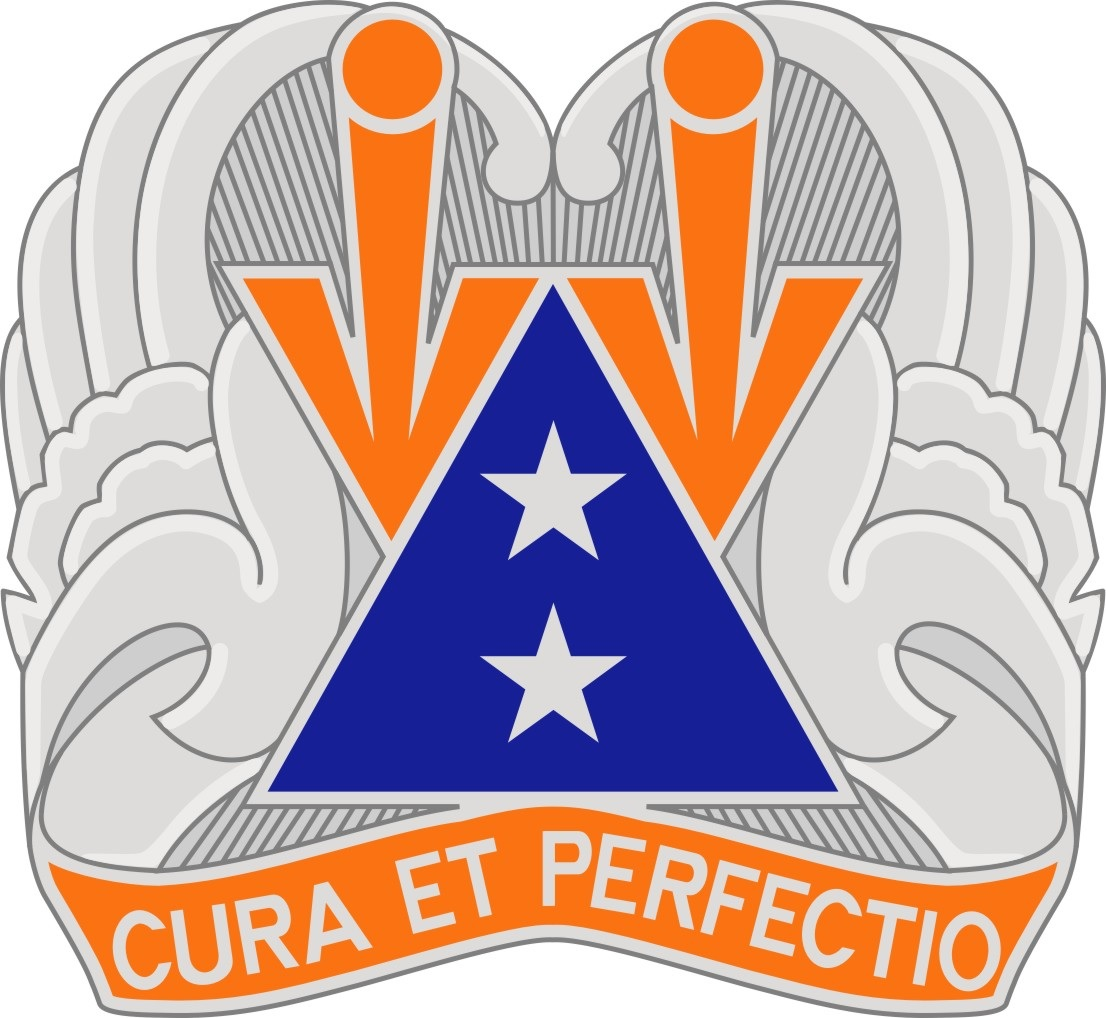
제140항공연대 "Cura Et Perfectio" (Accuracy aPerfection)
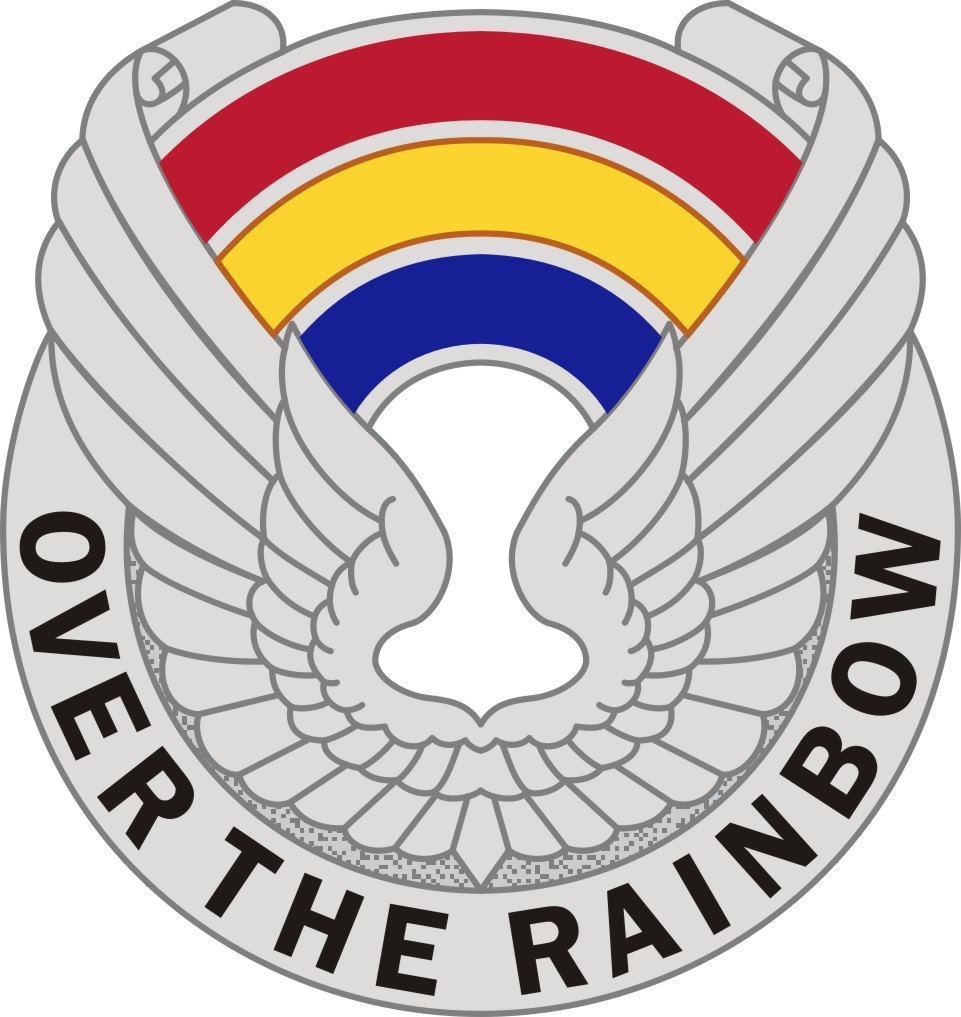
제142항공연대 "Over the Rainbow"
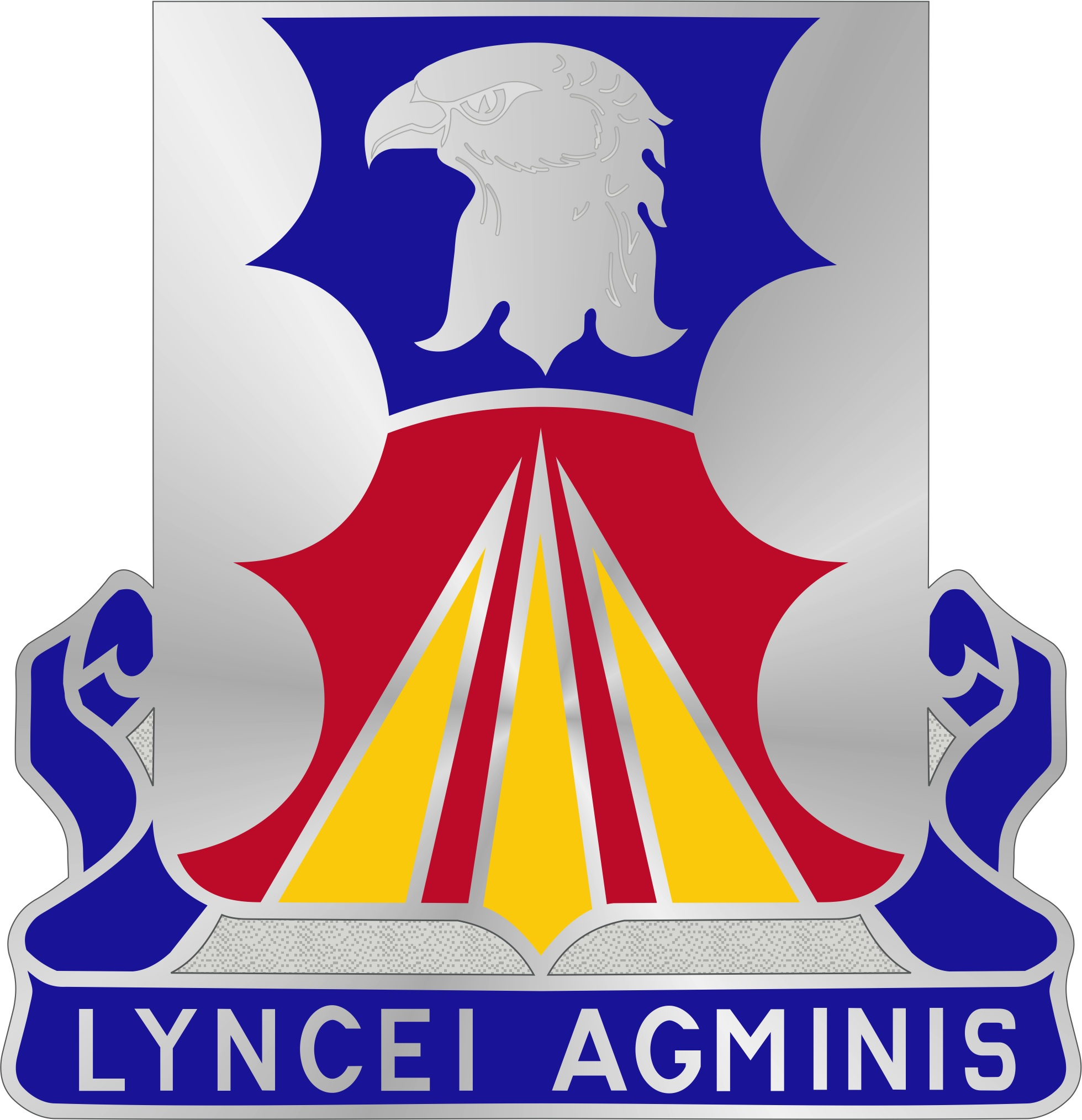
제147항공연대 "Lyncei Agminis"
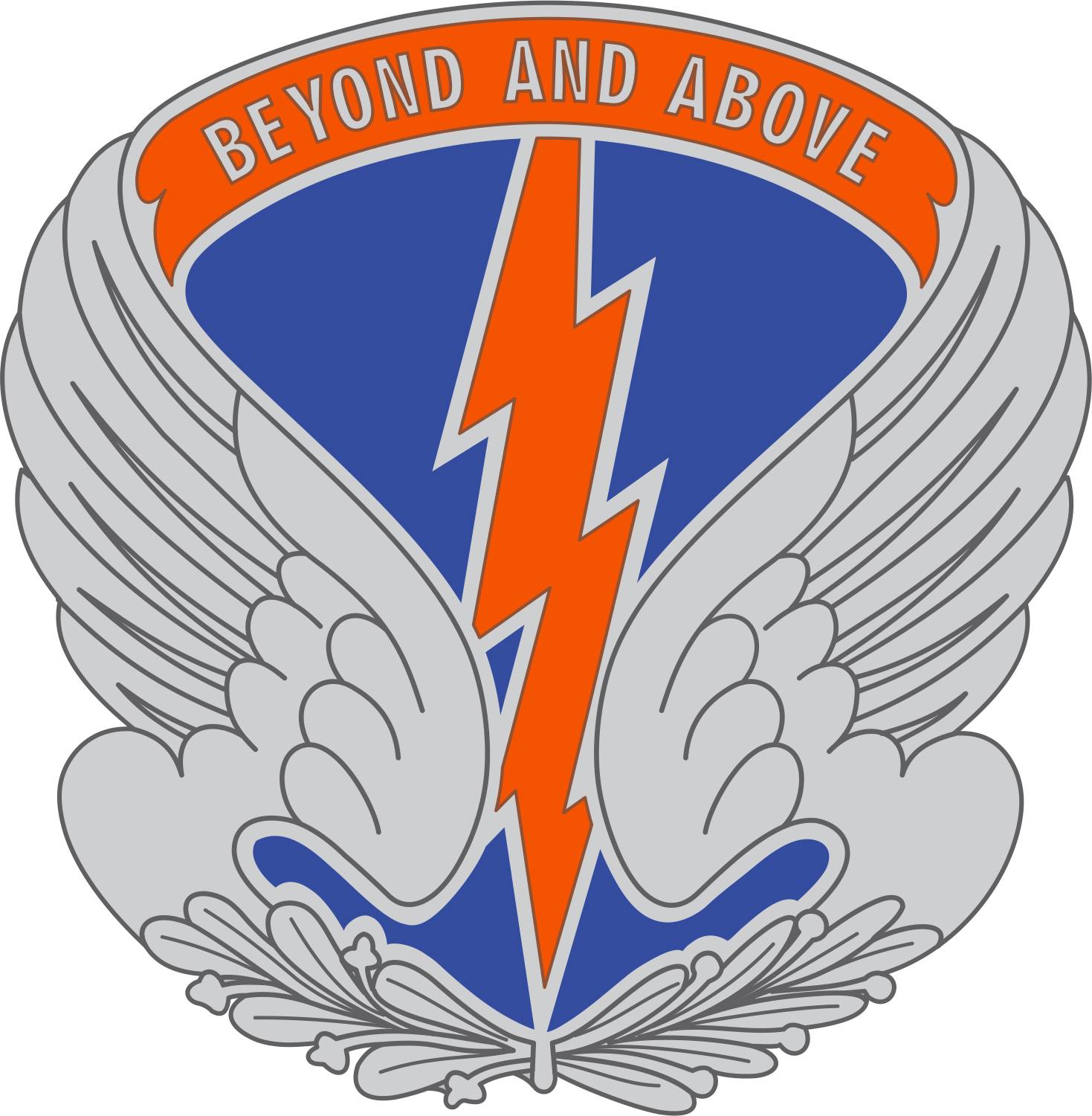
제149항공연대 "BeyoaAbove"
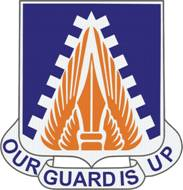
제150항공연대 "Our Guais Up"
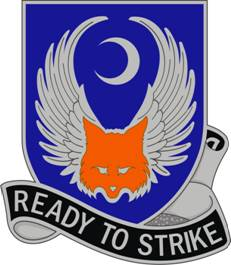
제151항공연대 "Ready to Strike"
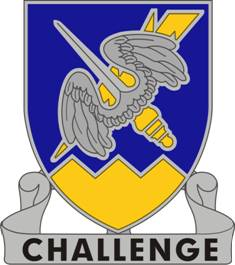
제158항공연대 "Challenge"
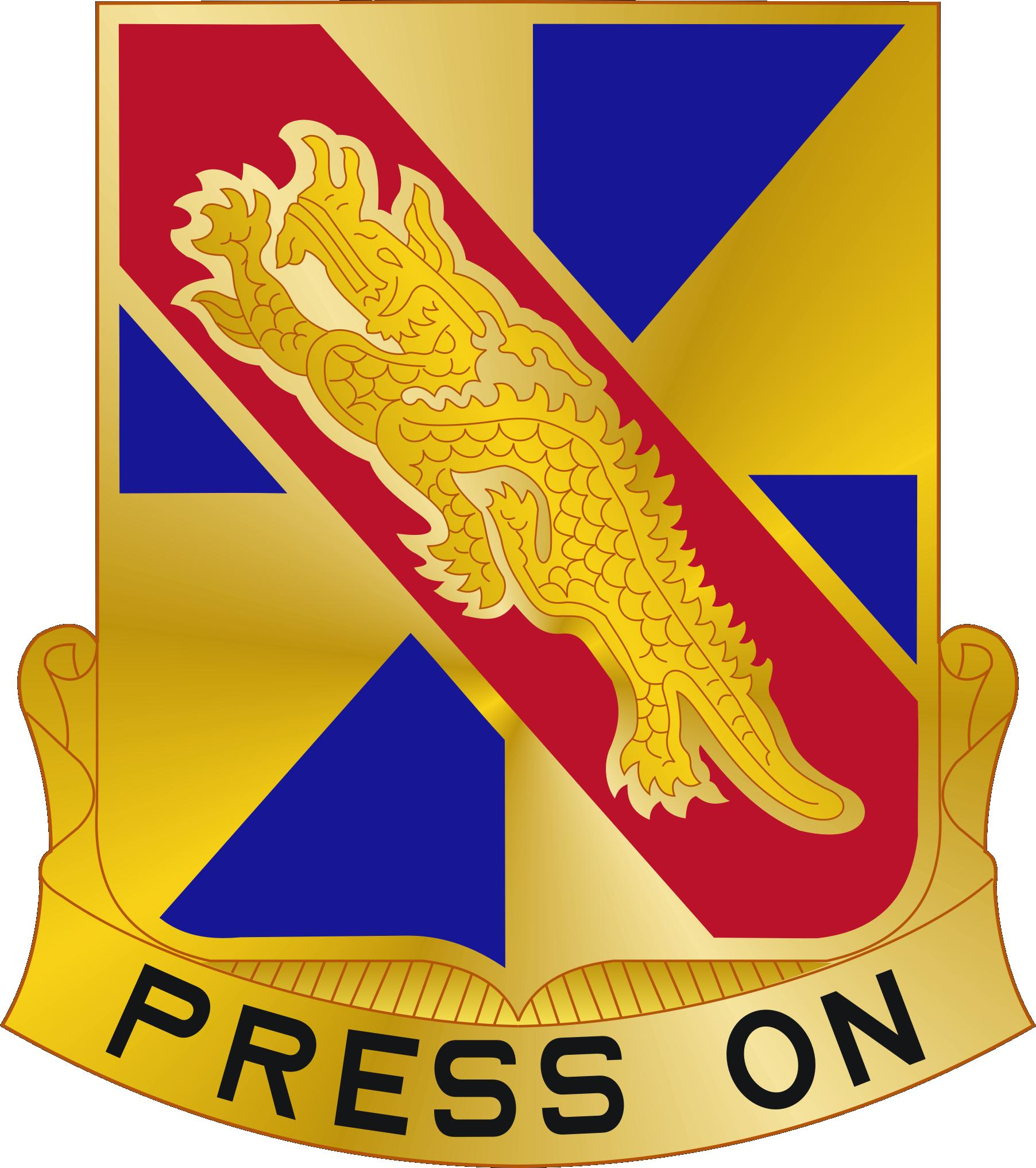
제159항공연대 "Press On"
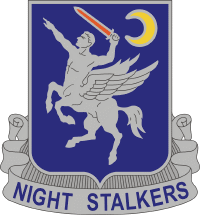
제160특수작전항공연대 "Night Stalkers"
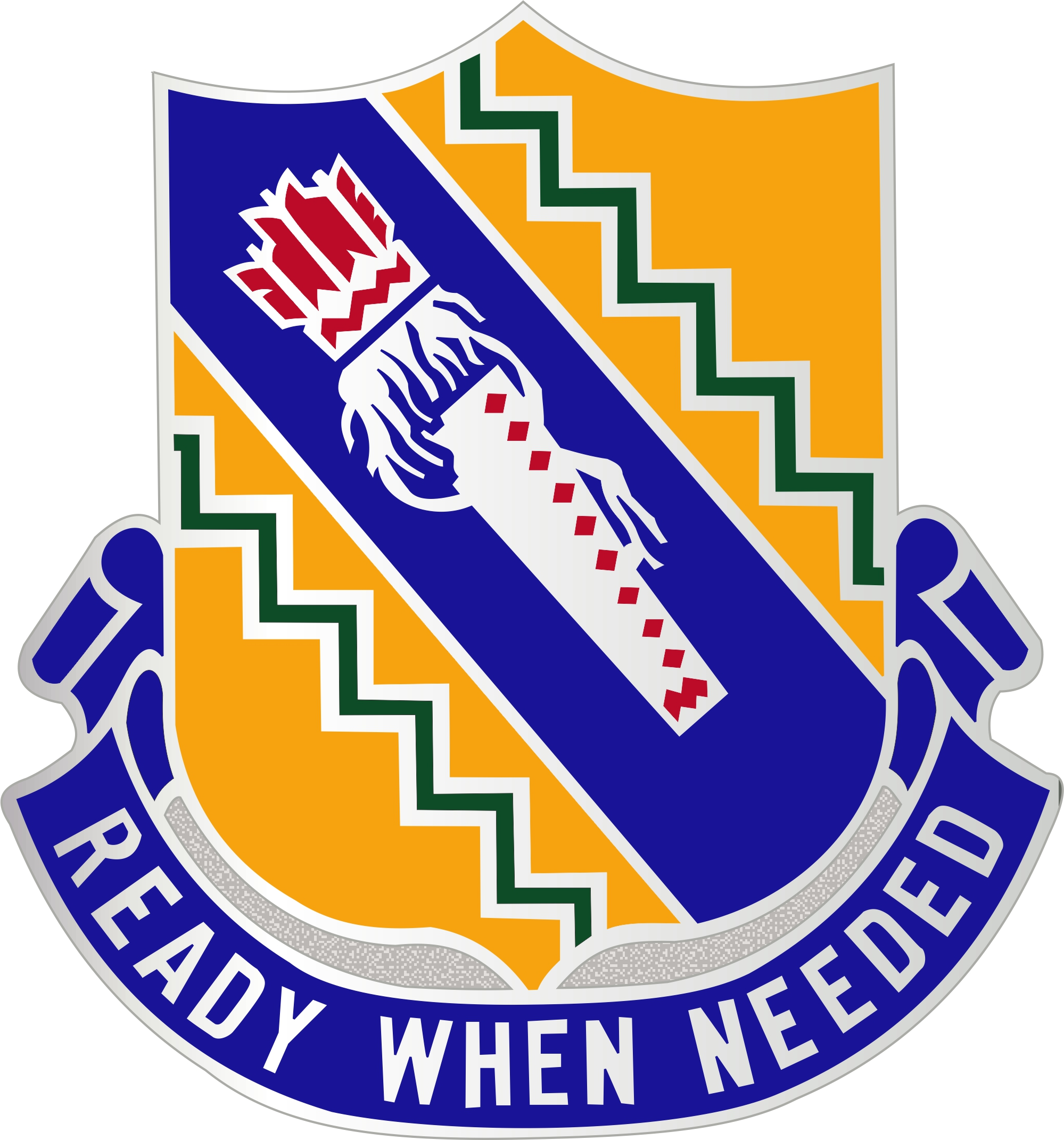
제168항공연대 "Ready When Needed"
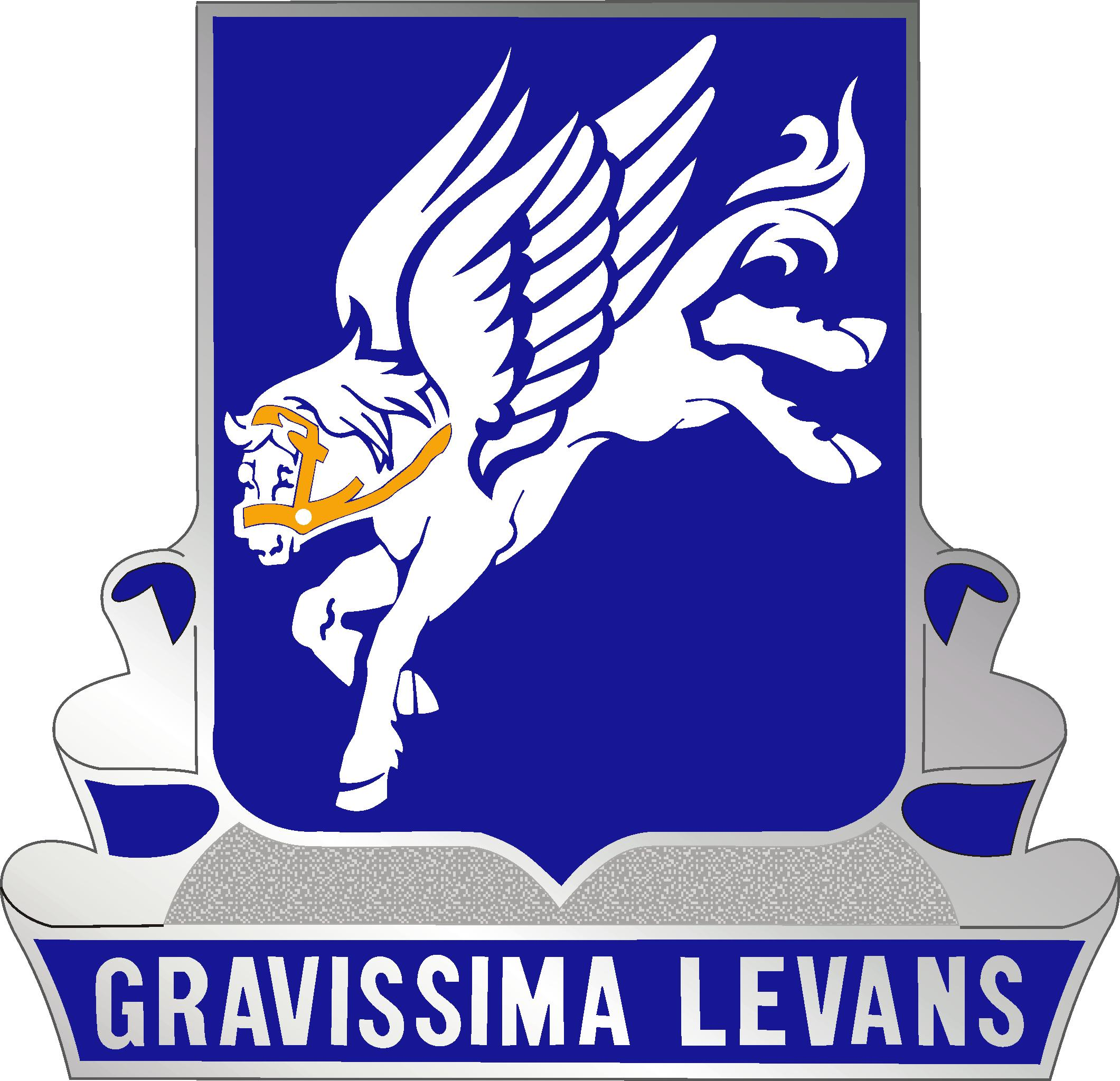
제169항공연대 "Gravissima Levans" (Rising The Highest)
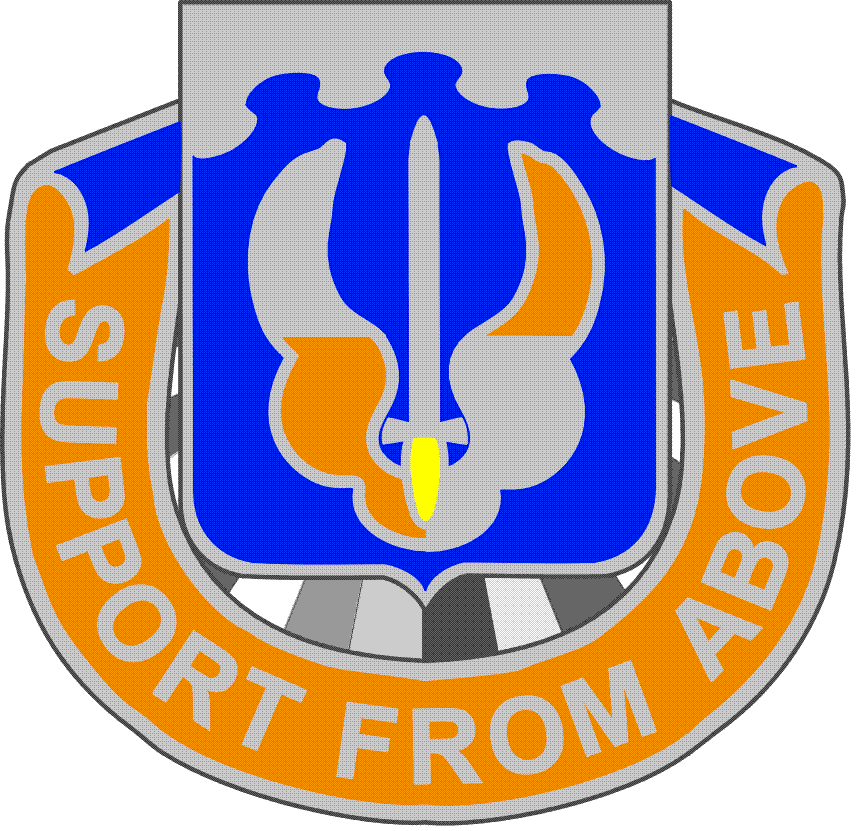
제171st 항공연대 "Support from Above"
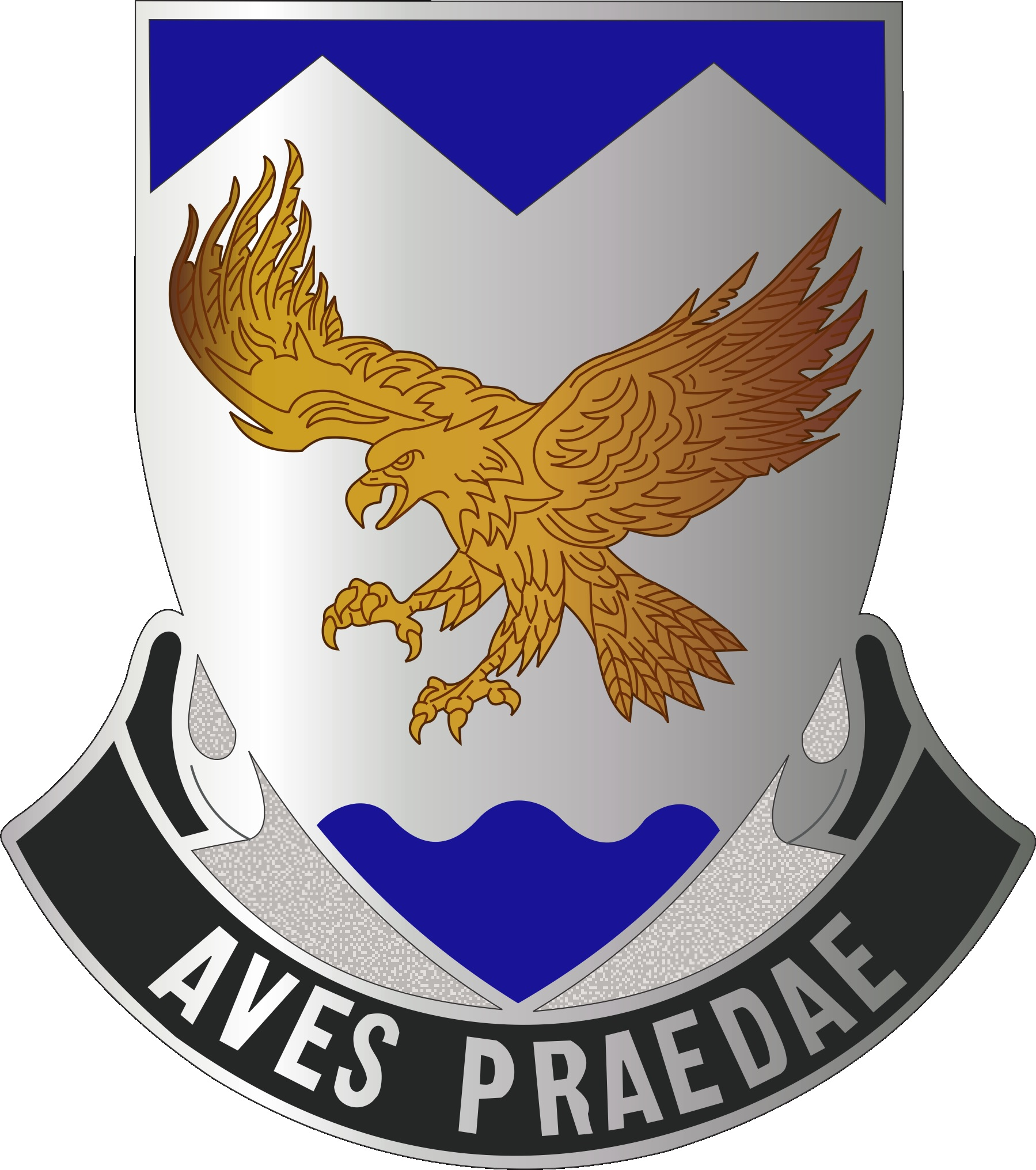
제183항공연대 "Aves Praedae" (Birds of Prey)
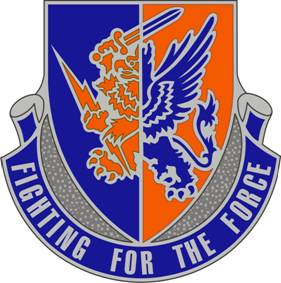
제185항공연대 "Fighting for the Force"
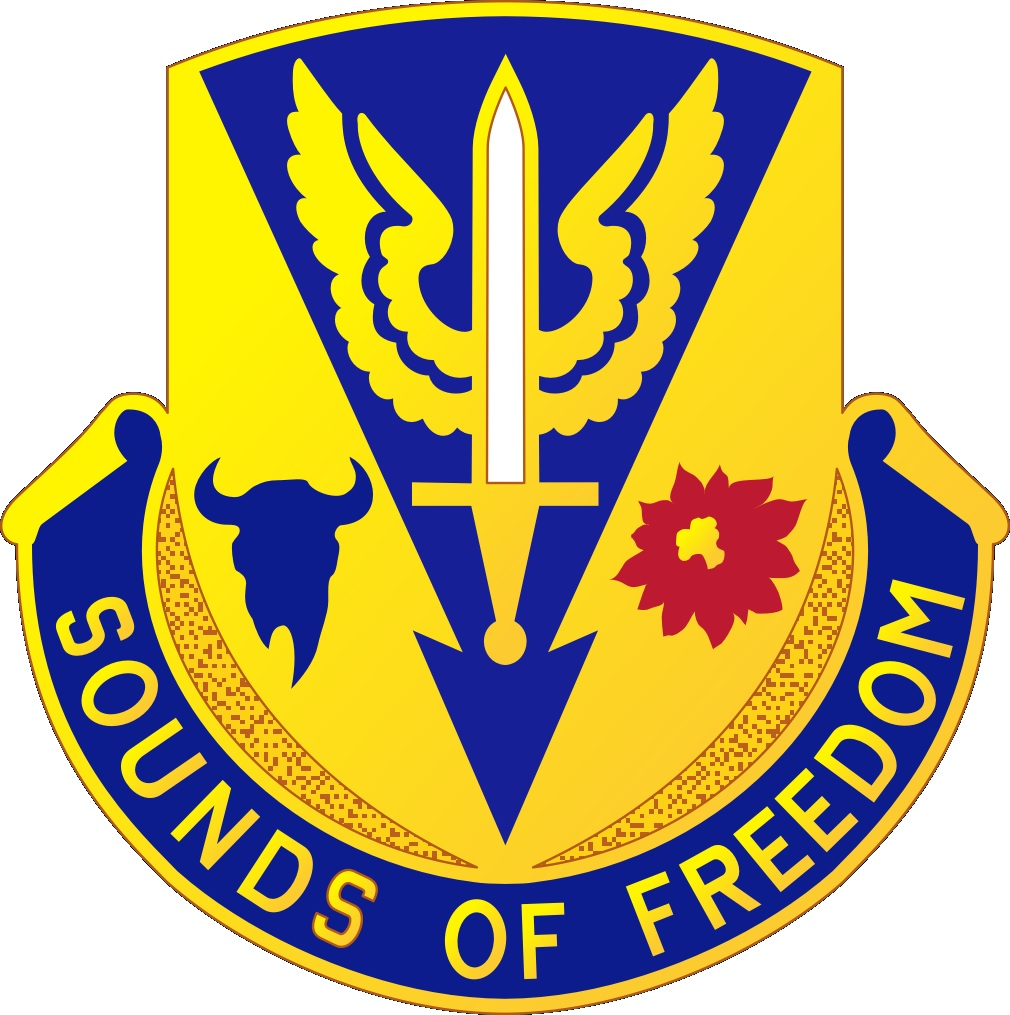
제189항공연대 "Sounds of Freedom"
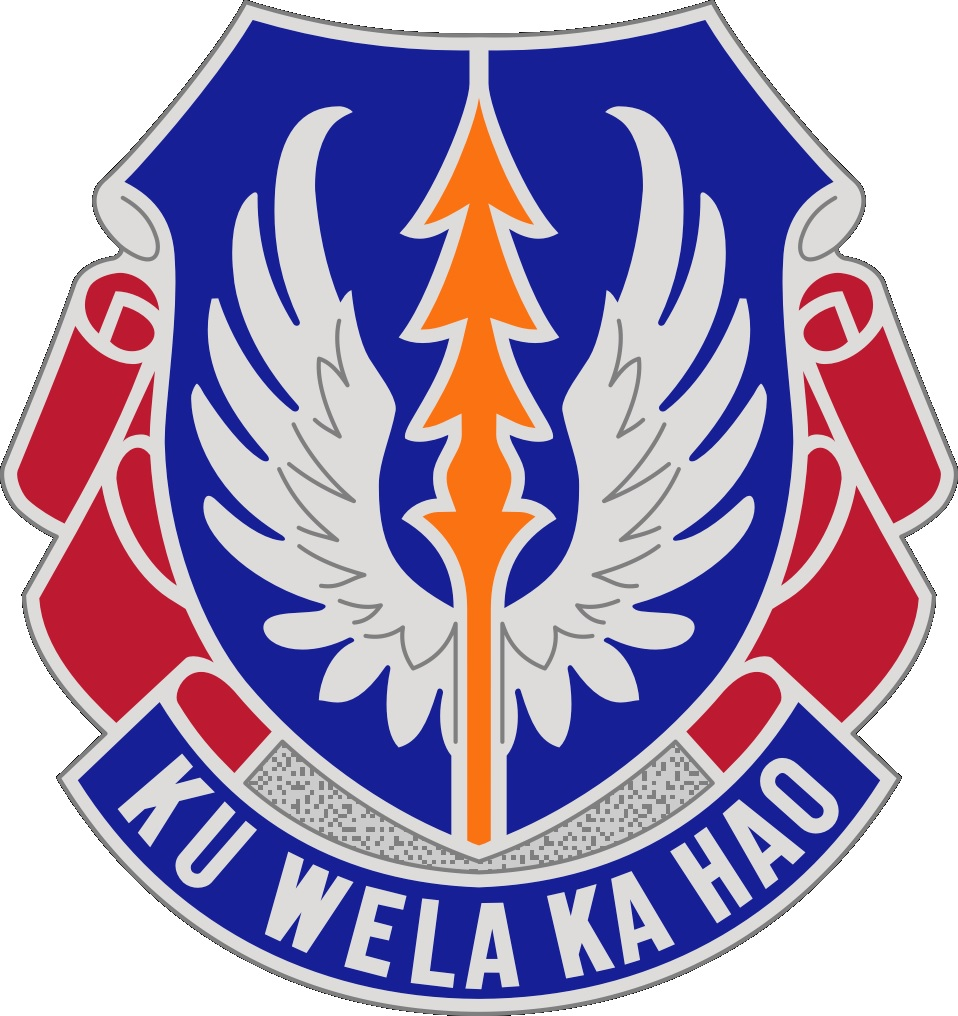
193항공연대 "Ku Wela Ka Hao"
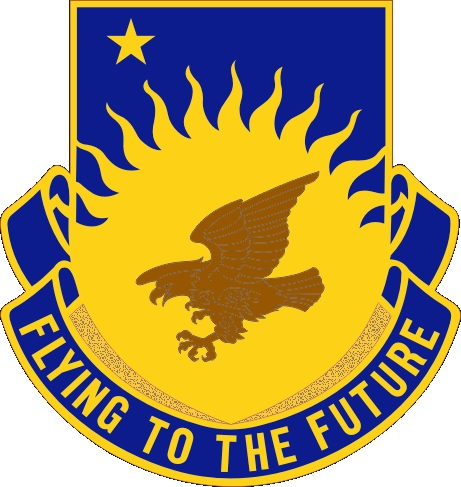
제207항공연대 "Flying to the Future"
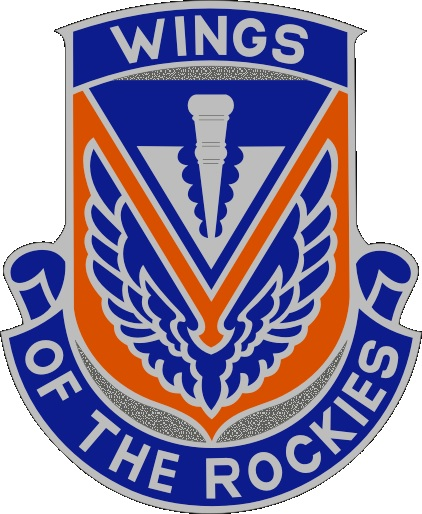
제211항공연대 "Wings of the Rockies"
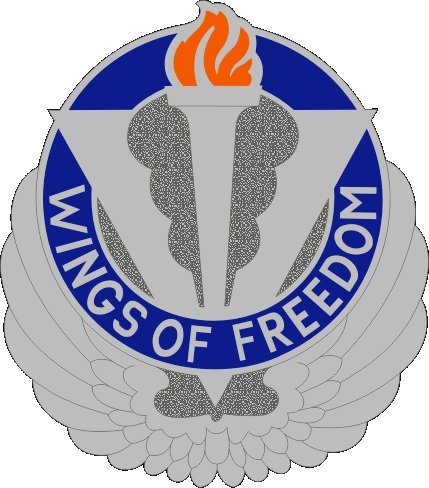
제212항공연대 "Wings of Freedom"
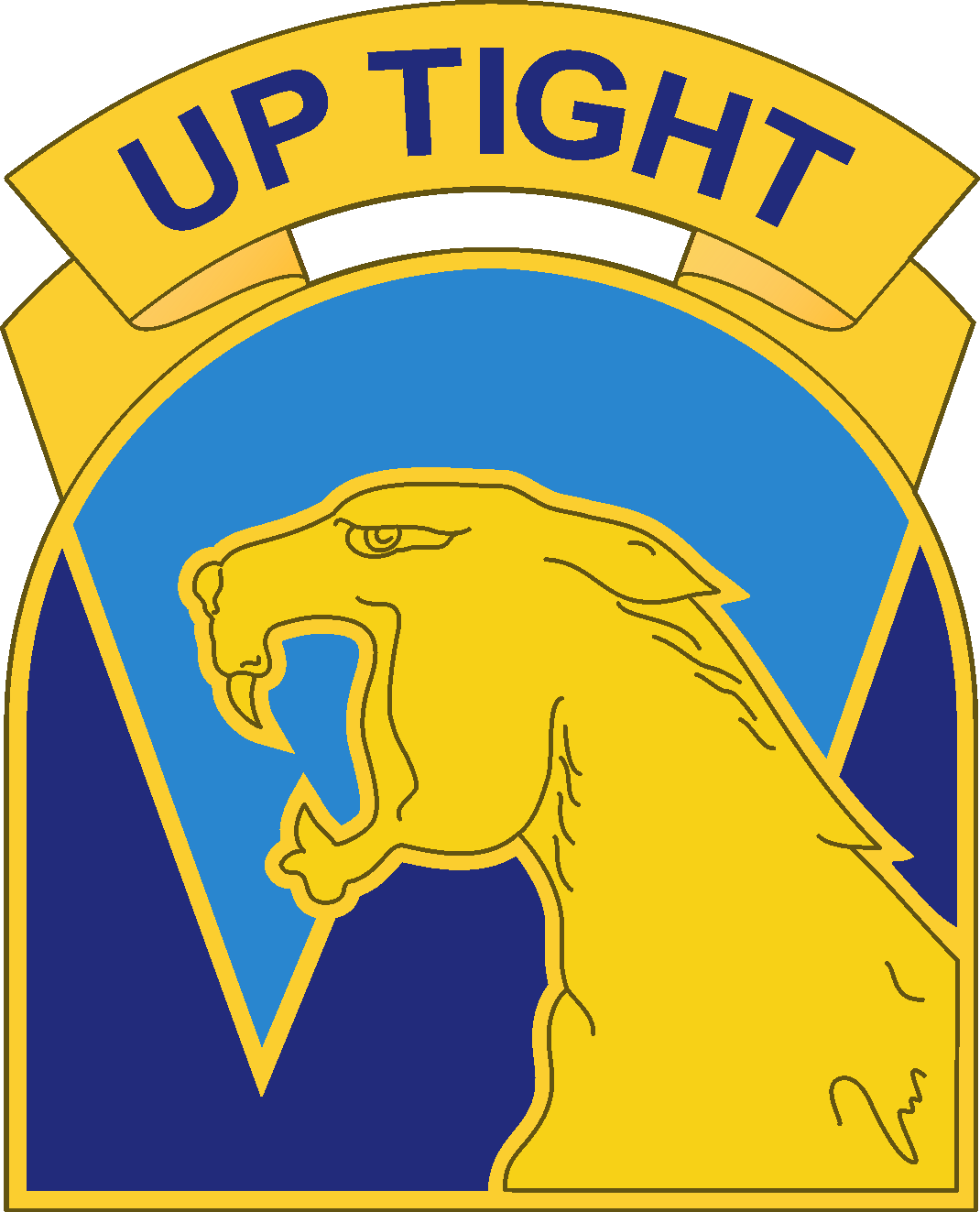
제214항공연대 "Up Tight"
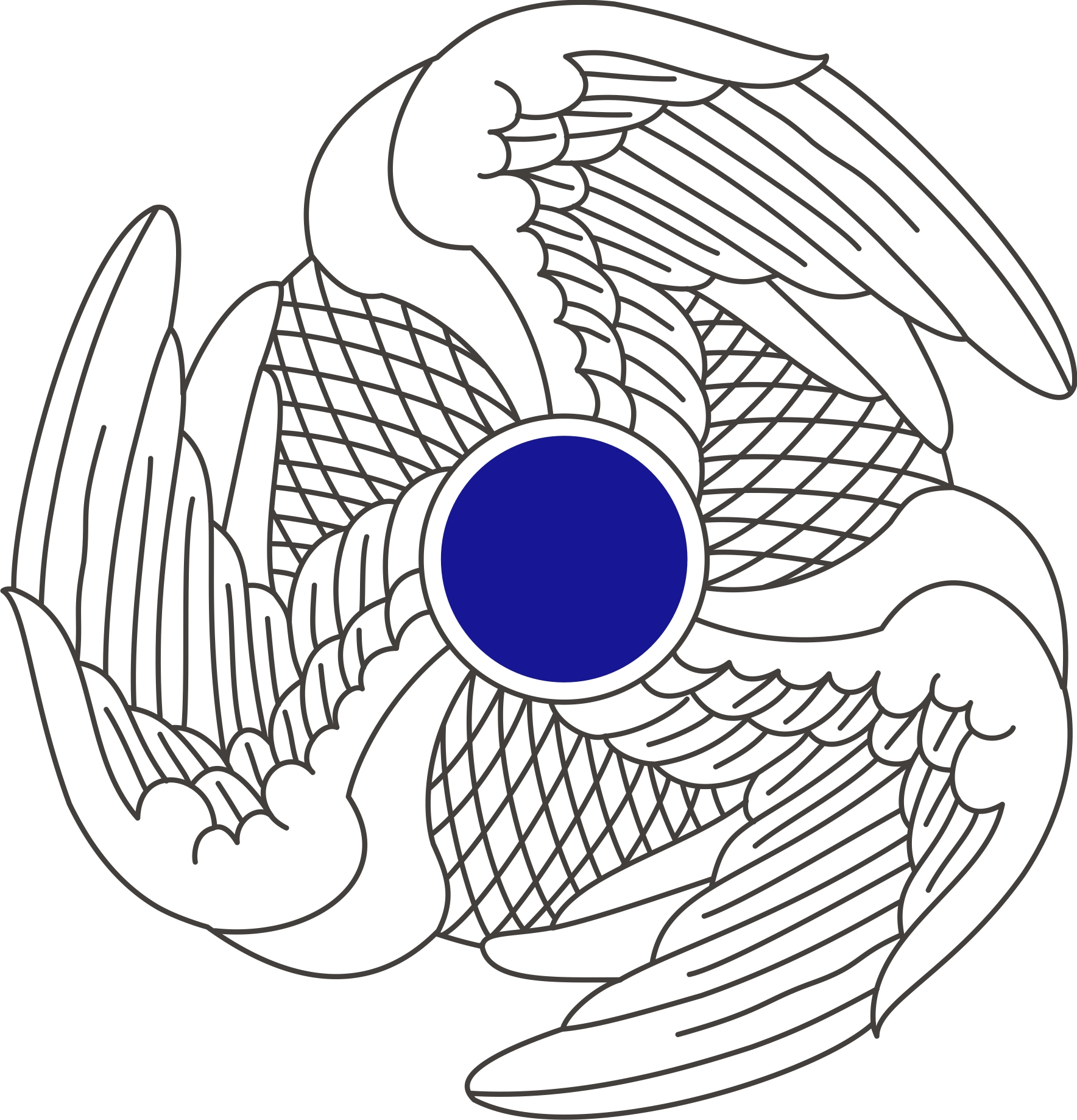
제222항공연대
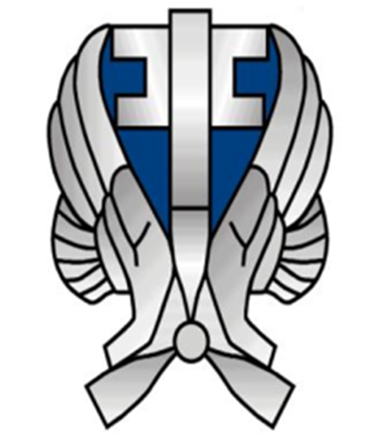
제223항공연대
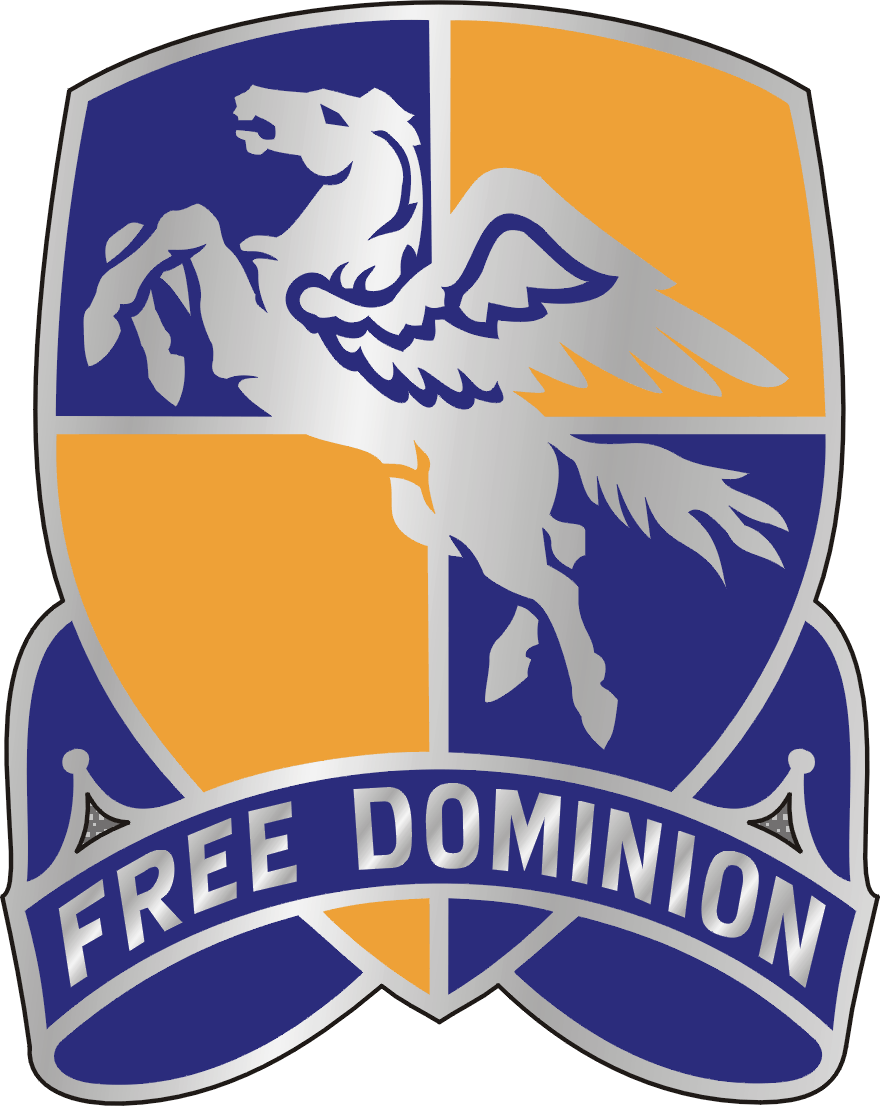
제224항공연대 "Free Dominion"
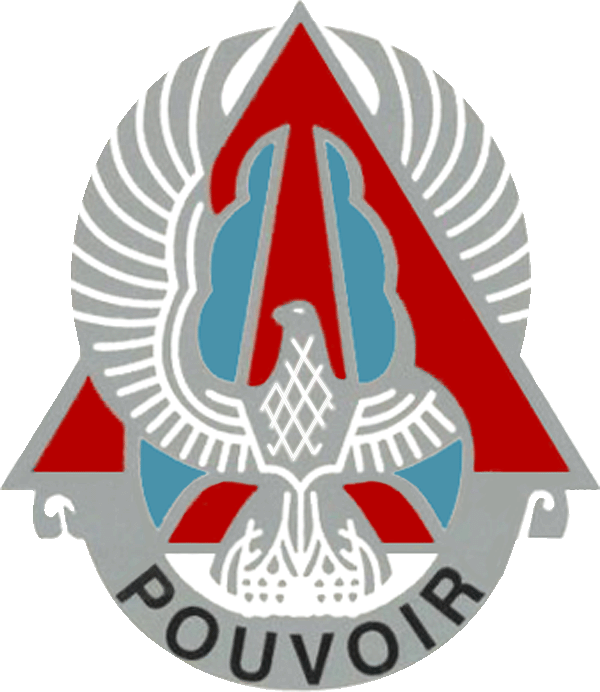
제227항공연대 "Pouvoir" (Power)
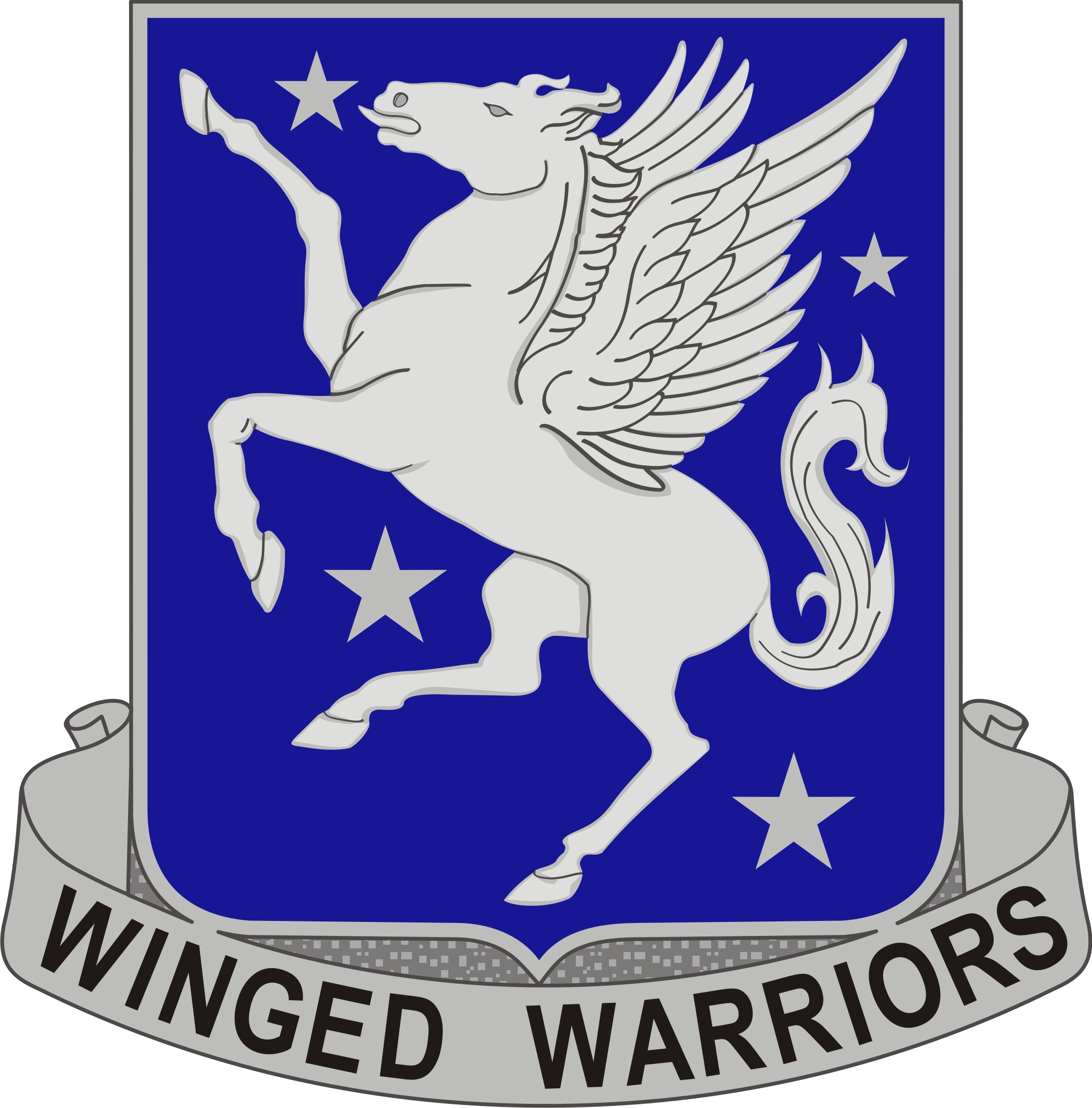
제228항공연대 "Winged Warriors"
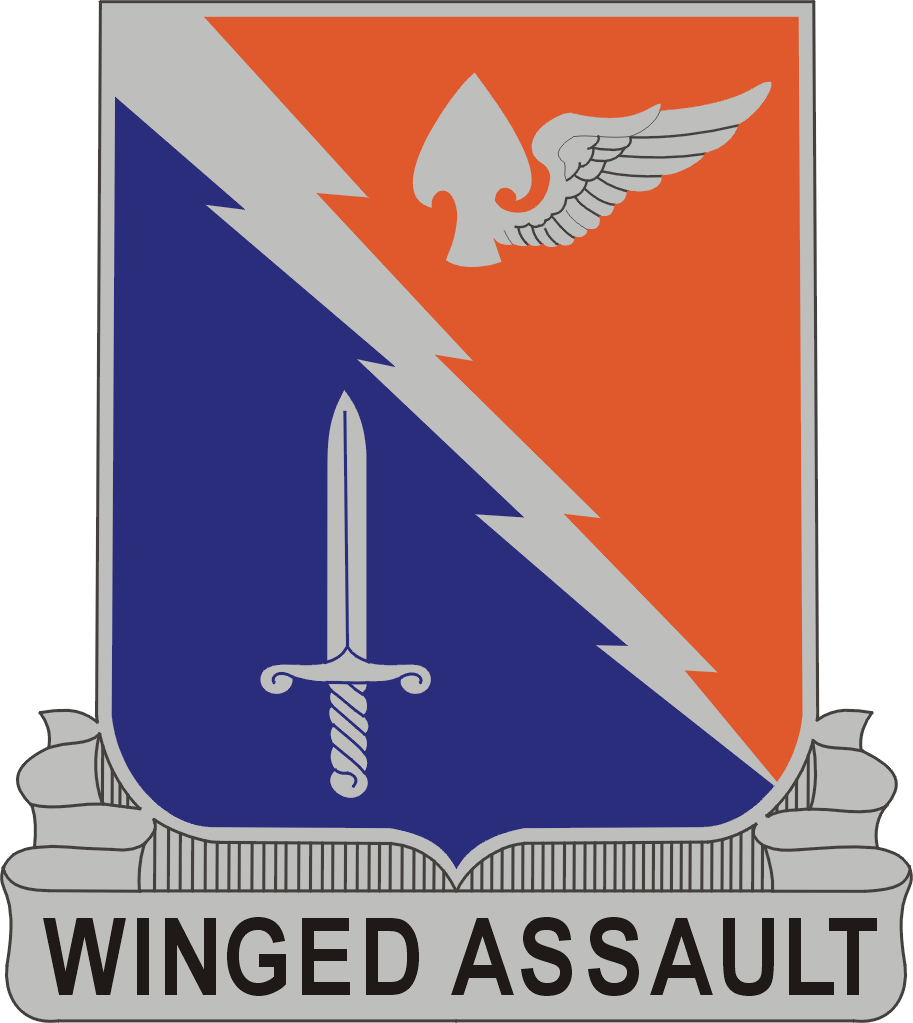
제229항공연대 "Winged Assault"
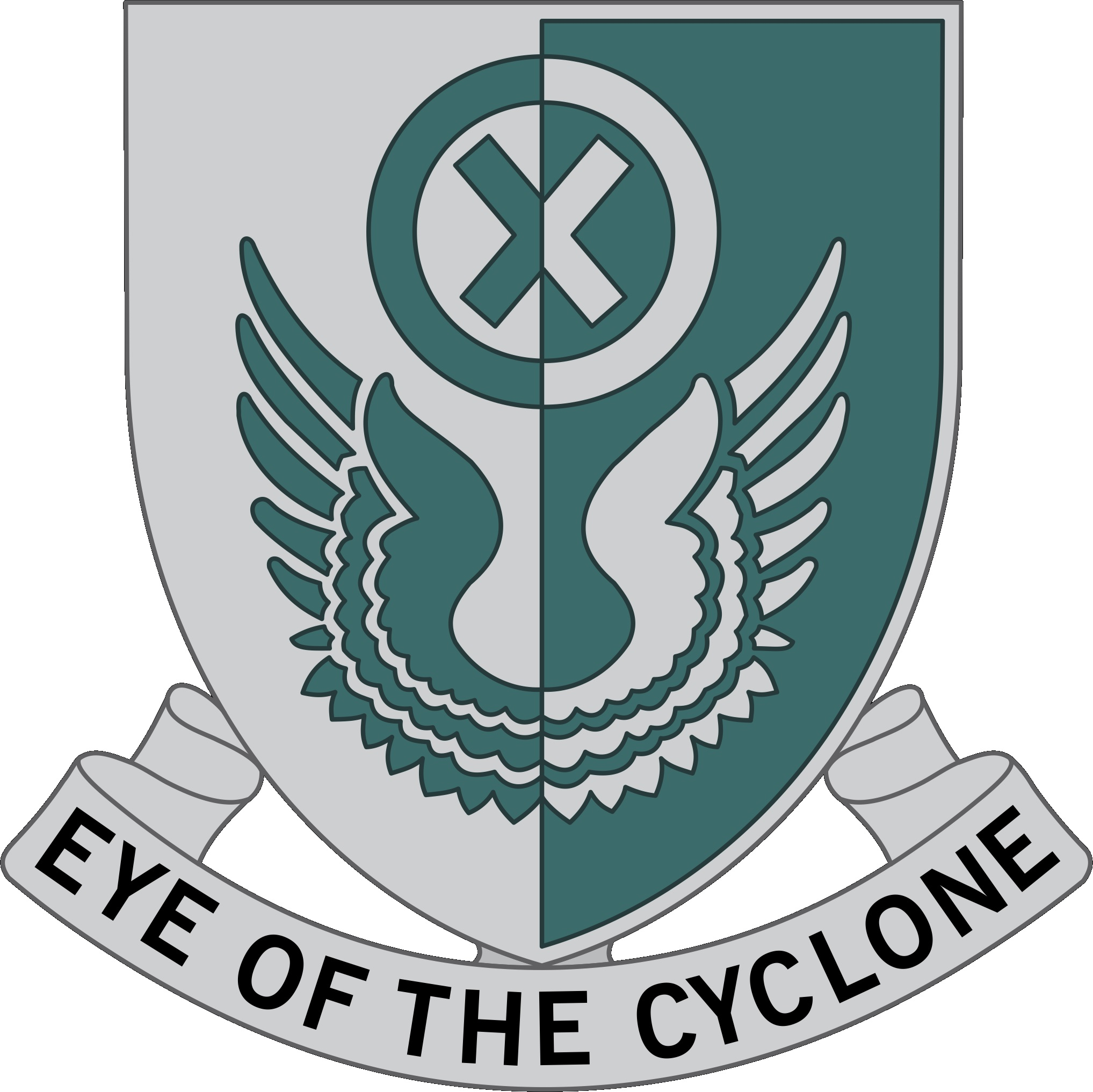
제238항공연대 "Eye of the Cyclone"
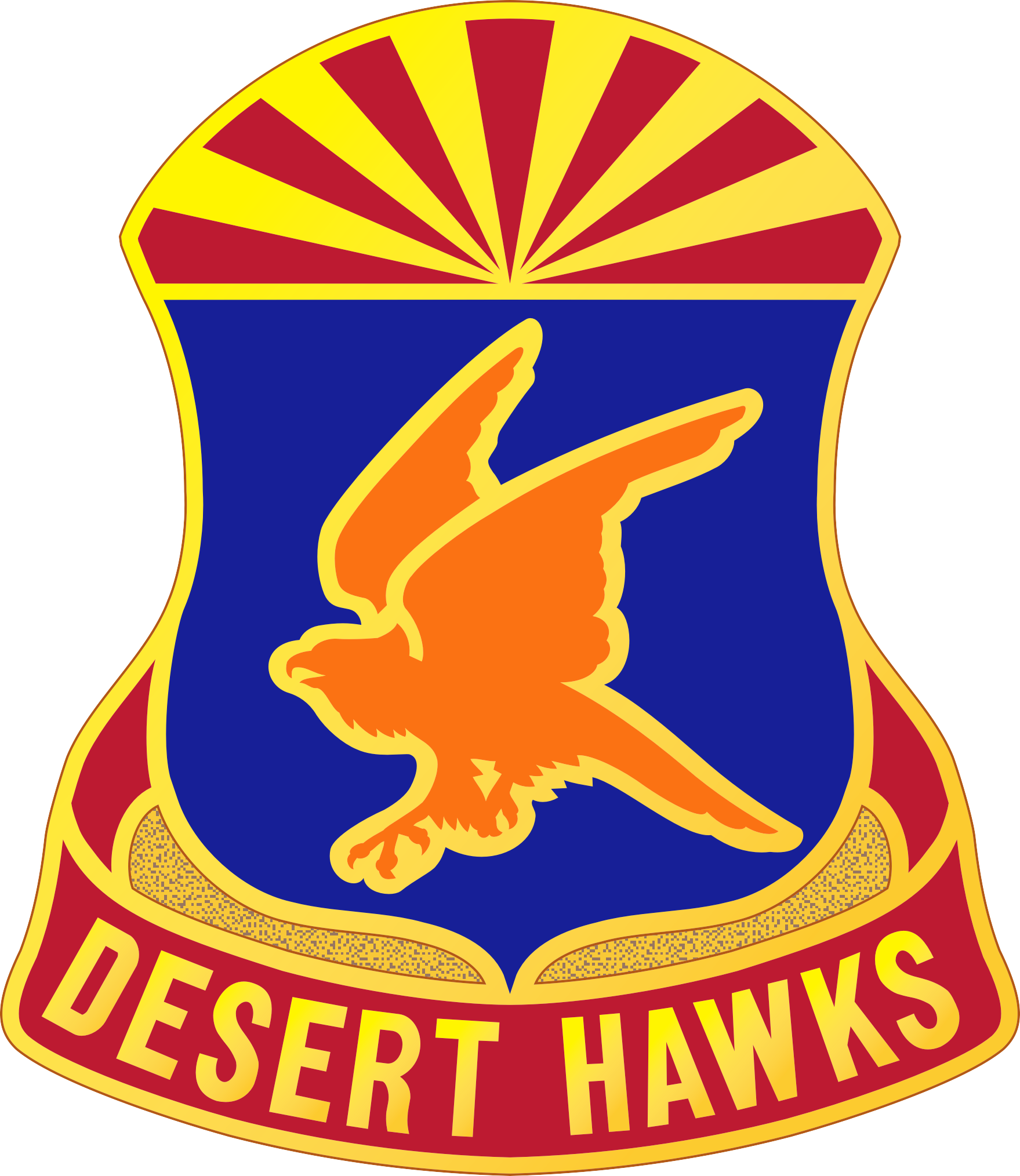
제285항공연대 "Desert Hawks"
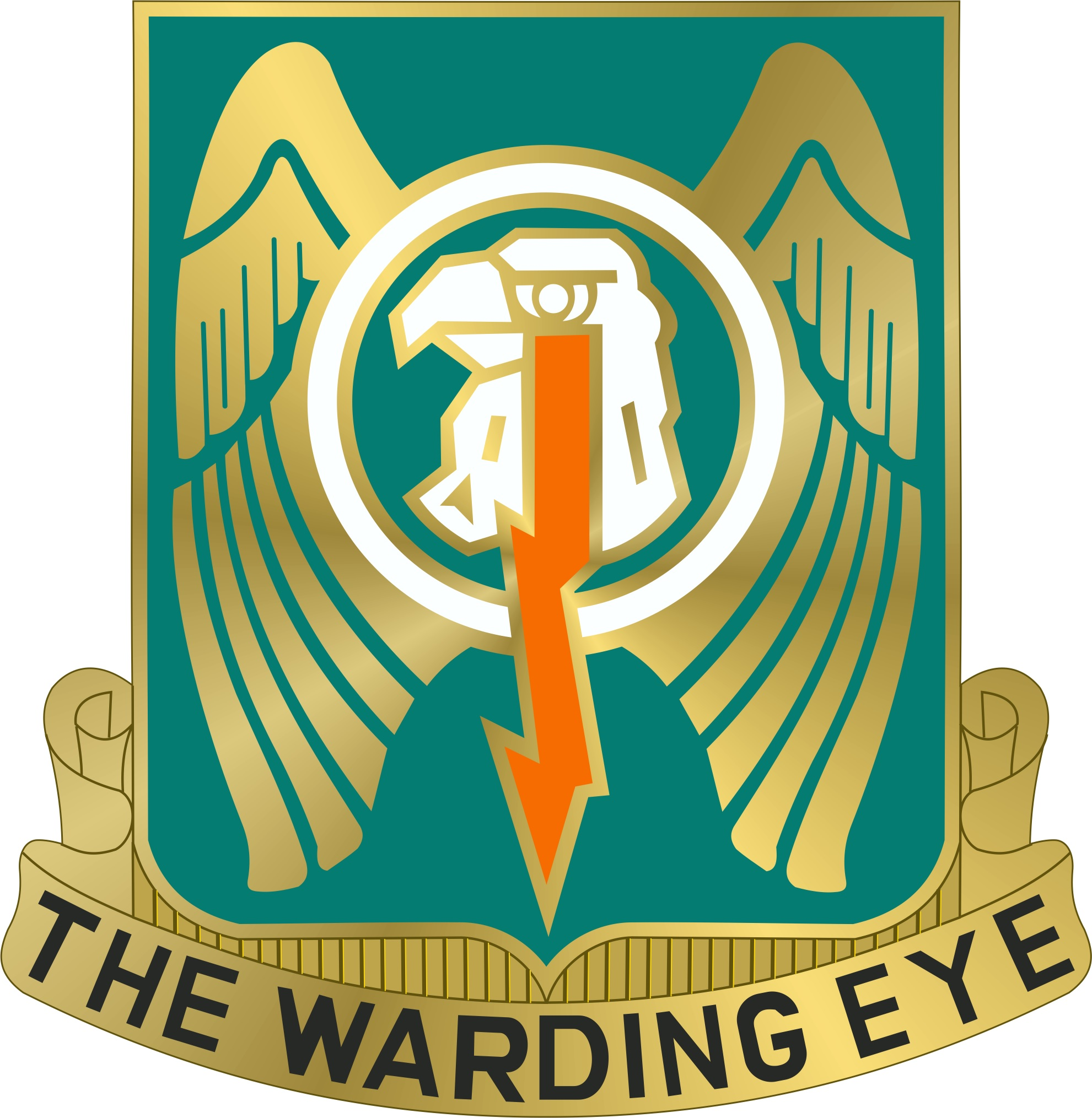
제501항공연대 "The Warding Eye"
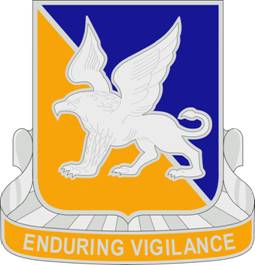
제641항공연대 "Enduring Vigilance"

## 대대

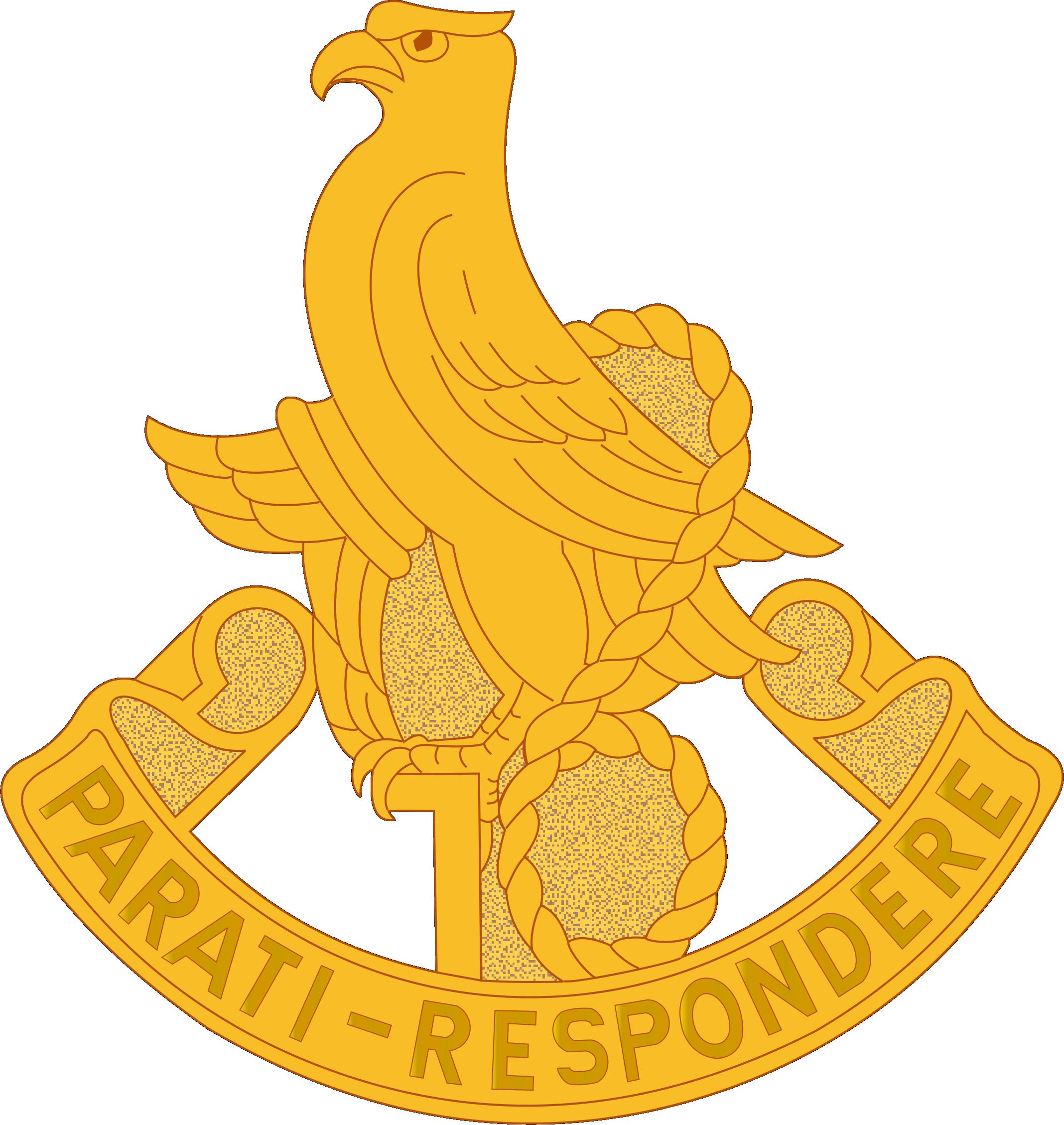
제16항공대대 "Parati-Respondere" (Ready to Respond)
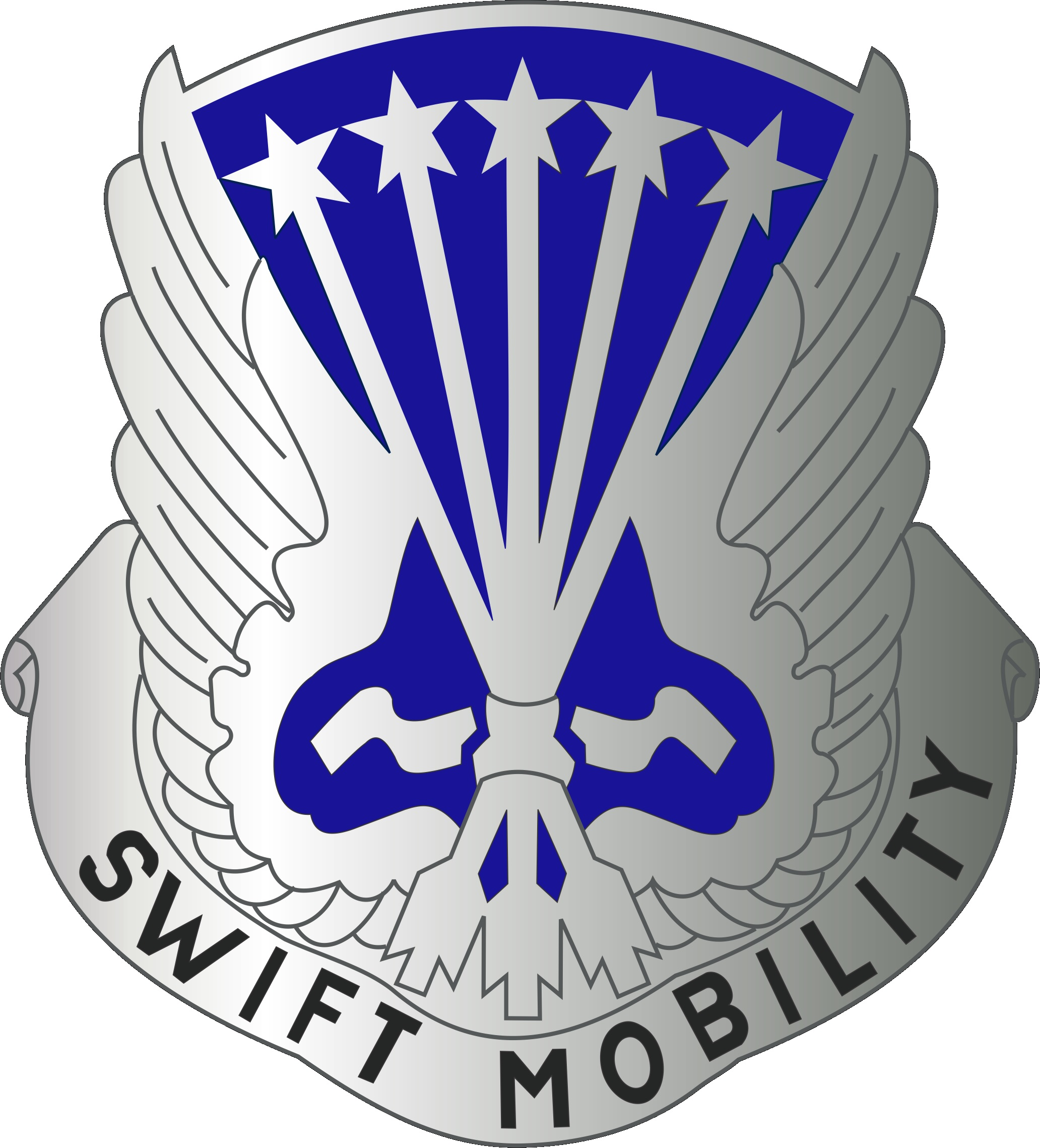
제18항공대대 "Swift Mobility"
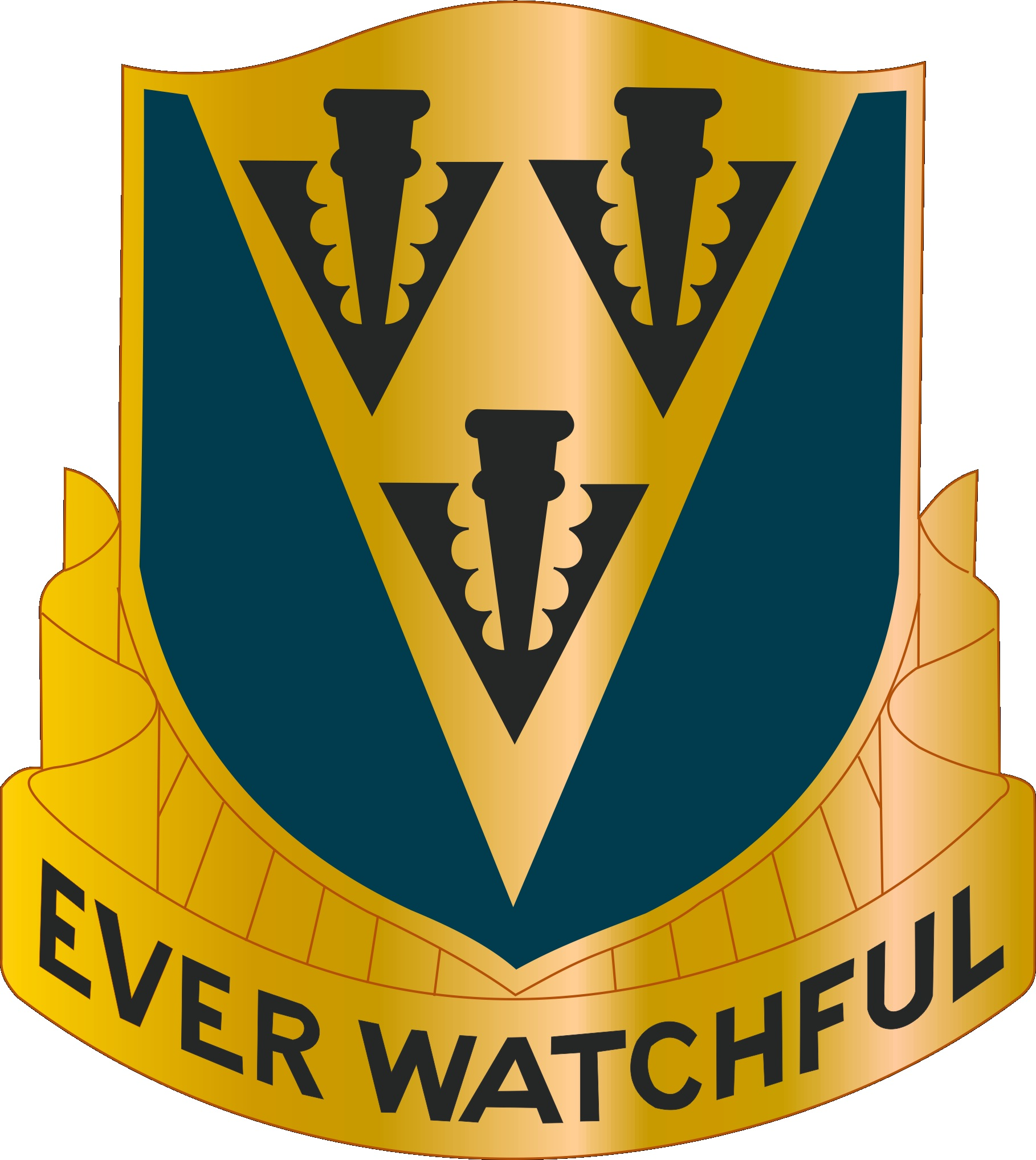
제24항공대대 "Ever Watchful"
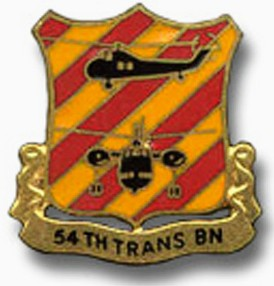
제54수송대대
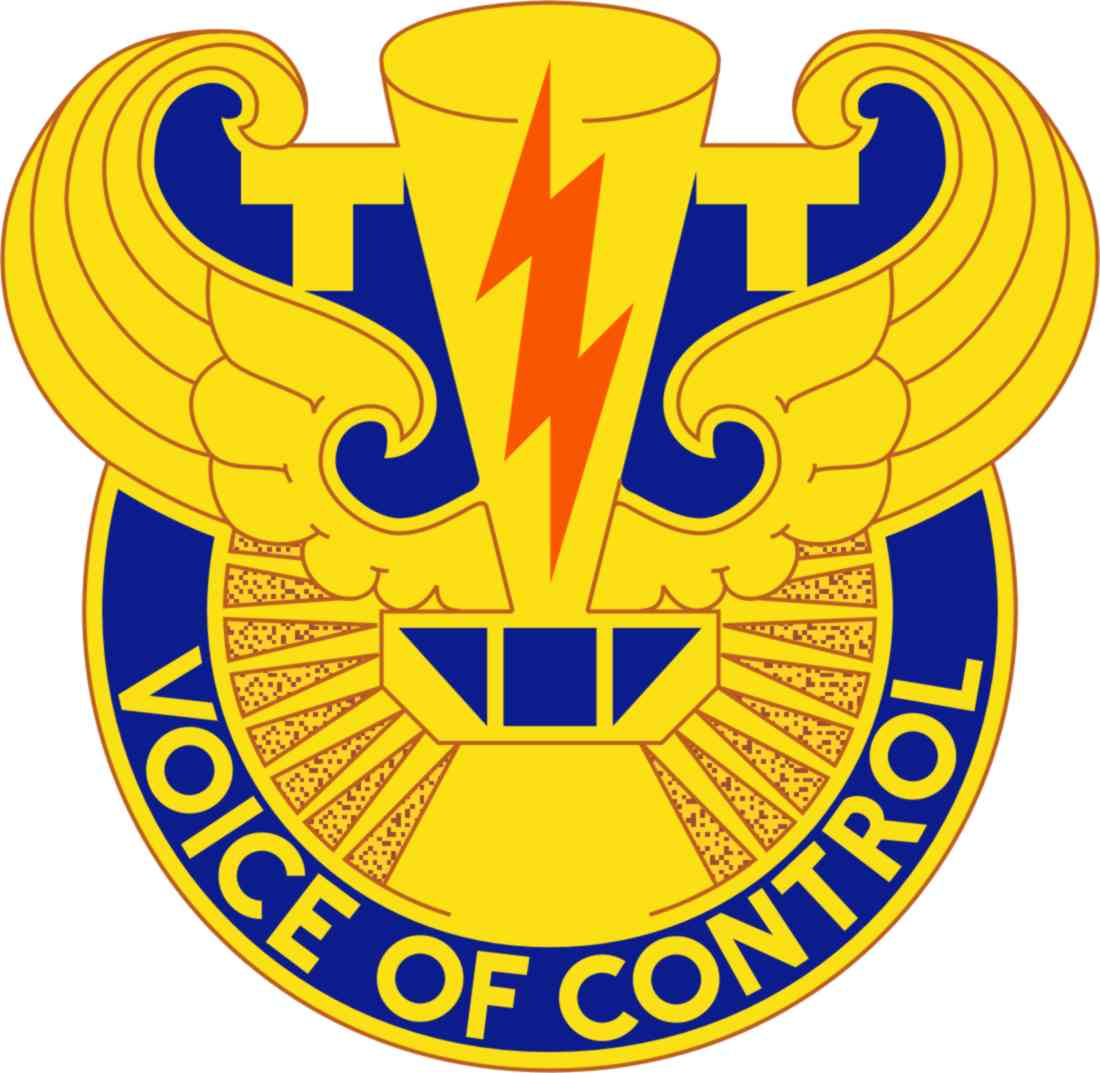
제59항공관제대대 "Voice of Control"
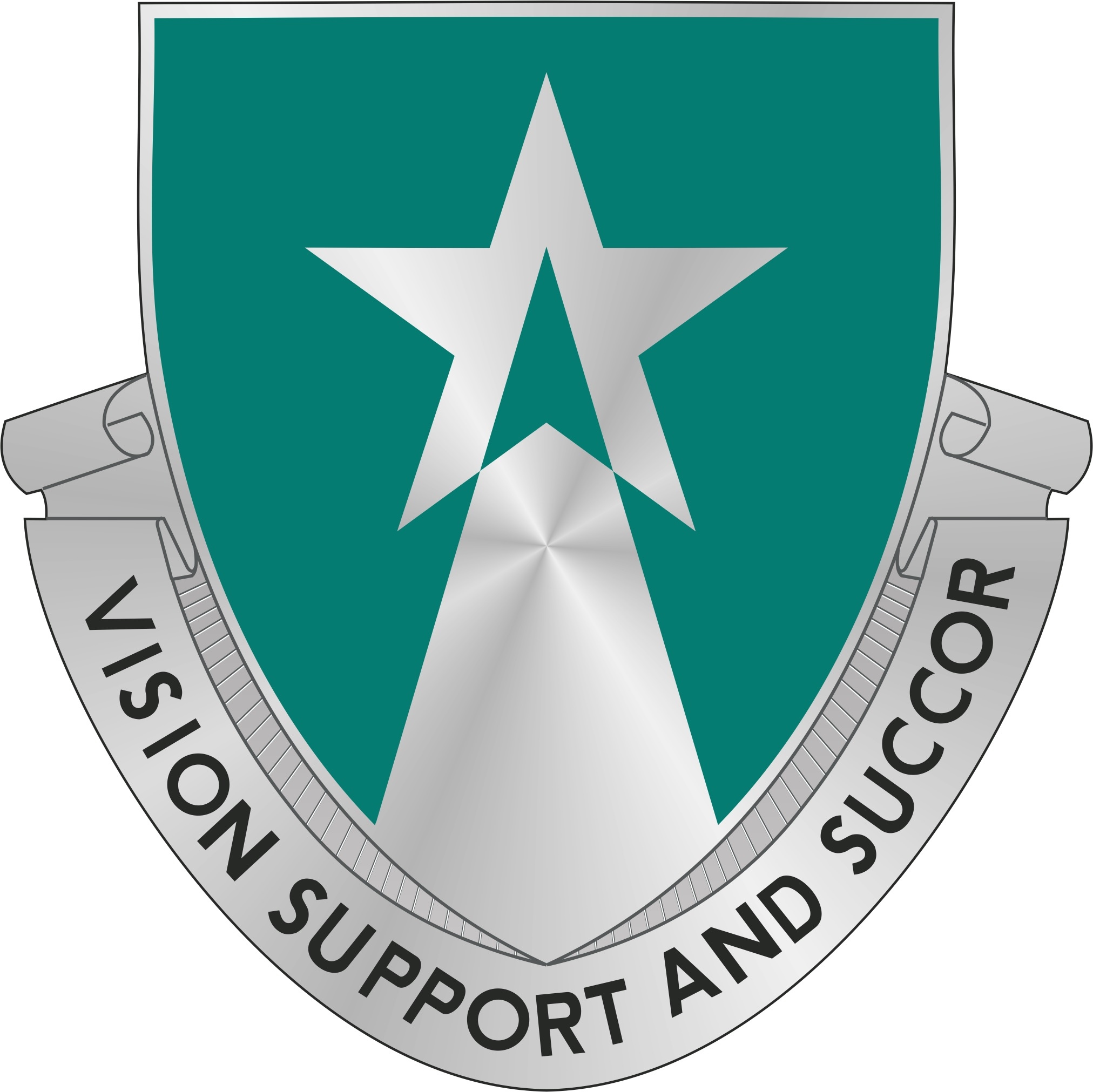
제503항공대대 "Vision Support aSuccor"
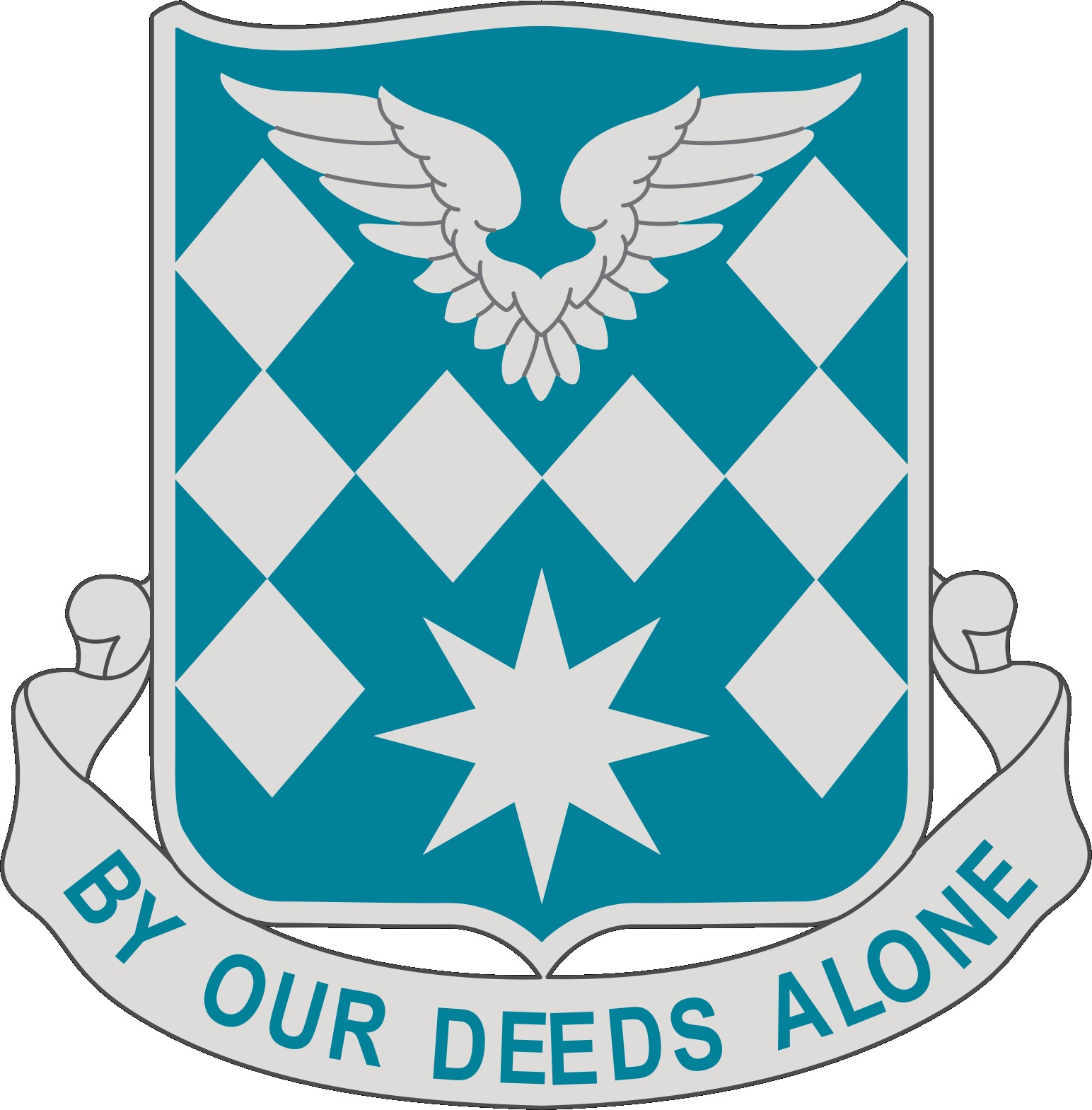
제504항공대대 "By Our Deeds Alone"

## 중대

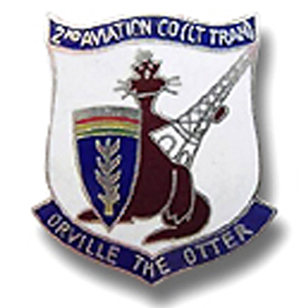
제2항공중대 (경량수송) "Orville the Otter"
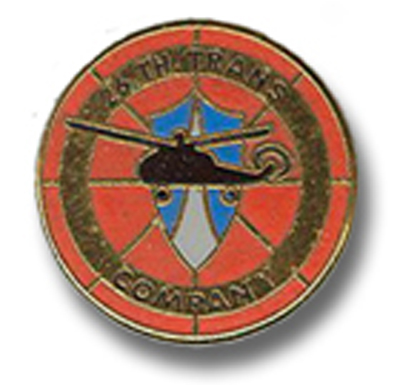
제26수송중대

## 참고
1. ↑  “Headquarters and Headquarters Company, 11th Aviation Command”. 《Center of Military History》 (영어). Center of Military History. 2014년 8월 2일. 2020년 10월 21일에 확인함.
2. ↑  “Headquarters and Headquarters Detachment, 164th Aviation Group”. 《Center of Military History》 (영어). Center of Military History. 1996년 8월 6일. 2020년 10월 21일에 확인함.
3. ↑  “Headquarters and Headquarters Detachment, 204th Aviation Group”. 《Center of Military History》 (영어). Center of Military History. 2013년 11월 12일. 2020년 10월 21일에 확인함.
4. ↑  “1108th Aviation Group”. 《Center of Military History》 (영어). Center of Military History. 2013년 2월 6일. 2020년 10월 21일에 확인함.
5. ↑  “1109th Aviation Group”. 《Center of Military History》 (영어). Center of Military History. 2013년 8월 19일. 2020년 10월 21일에 확인함.